# Гесс, Рудольф
Рудо́льф Ва́льтер Ри́хард Гесс (нем. Rudolf Walter Richard Heß; 26 апреля 1894[…], Александрия, Египет[…] — 17 августа 1987[…], тюрьма Шпандау, Западный Берлин) — немецкий государственный и политический деятель, заместитель фюрера в НСДАП и рейхсминистр (1933—1941). В 1941 году в одиночку совершил перелёт в Великобританию с целью убедить британцев заключить мир с нацистской Германией, но потерпел неудачу со своей миссией, был арестован британскими властями и пребывал в плену до окончания войны, затем был передан Международному военному трибуналу. Нацистский преступник, входил в список 24 главных обвиняемых на Нюрнбергском процессе. Был признан виновным по двум из четырёх пунктов обвинения и приговорён к пожизненному заключению, которое отбывал в тюрьме Шпандау в Западном Берлине более сорока лет. До конца жизни сохранил верность Гитлеру и его идеям, а после самоубийства превратился в кумира неонацистов и правых радикалов, возведших его в мученики.
Рудольф Гесс входил в круг ближайших соратников Гитлера с начала 1920-х годов, вместе с ним отбывал наказание в Ландсбергской тюрьме за участие в Пивном путче, где заслужил доверие своего кумира и ассистировал ему в написании «Майн кампф». До прихода национал-социалистов к власти на должности личного секретаря доказал Гитлеру свою преданность и внёс большой вклад в партийное строительство и создание культа фюрера. Сенсационный перелёт видного гитлеровца в Великобританию 10 мая 1941 года положил конец его политической карьере и одновременно породил одну из главных исторических загадок XX века, обросшую за 80 лет многочисленными конспирологическими теориями. Часть архивных документов, касающихся пребывания Рудольфа Гесса в Великобритании, оставалась засекреченной до 2017 года, когда исполнилось тридцать лет со дня его смерти, официальная версия обстоятельств которой также подверглась сомнениям. В СССР судьба Рудольфа Гесса, как и других нацистских преступников, не популяризировалась в средствах массовой информации до конца 1980-х — начала 1990-х годов.

## Семья родителей, детство и юность
Рудольф Гесс родился за пределами Германии — в Ибрахимии, восточном пригороде Александрии (Египет), в уважаемой и состоятельной семье баварского предпринимателя Иоганна Фрица Гесса и его жены Клары:37. В 1897 году у Рудольфа появился брат Альфред, в 1908 — сестра Маргарита, названная в честь бабушки:38. Род Гессов происходил из Богемии, в 1760-е годы Гессы перебрались в Вунзидель в Верхней Франконии, где основатель рода Петер Гесс заложил династию сапожников. Спустя почти век, в 1849 году Иоганн Кристиан Гесс, дед Рудольфа Гесса, покинул Фихтельские горы и поселился в тосканском Ливорно, где у дальнего родственника обучился торговому делу:15. Затем судьба привела деда Рудольфа Гесса в габсбургский Триест, где он устроился на работу в компанию Иоганна Бюлера, крупного коммерсанта и швейцарского консула, и вскоре, в 1861 году, женился на его дочери Маргарите. После рождения отца Рудольфа Гесса, Фрица, в 1864 году, семья Иоганна Кристиана Гесса переехала в Александрию, тогда стремительно развивавшуюся торговую метрополию в составе Османской империи. На приданое жены Иоганн Кристиан основал компанию Importfirma Heß & Co. В 1888 году Фриц Гесс унаследовал отцовское дело, на тот момент уже один из крупнейших торговых домов Александрии:38. В 1892 году он заключил достойный брак с образованной и кроткой Кларой Мюнх:15, дочерью текстильного фабриканта из Верхней Франконии Рудольфа Мюнха:38.

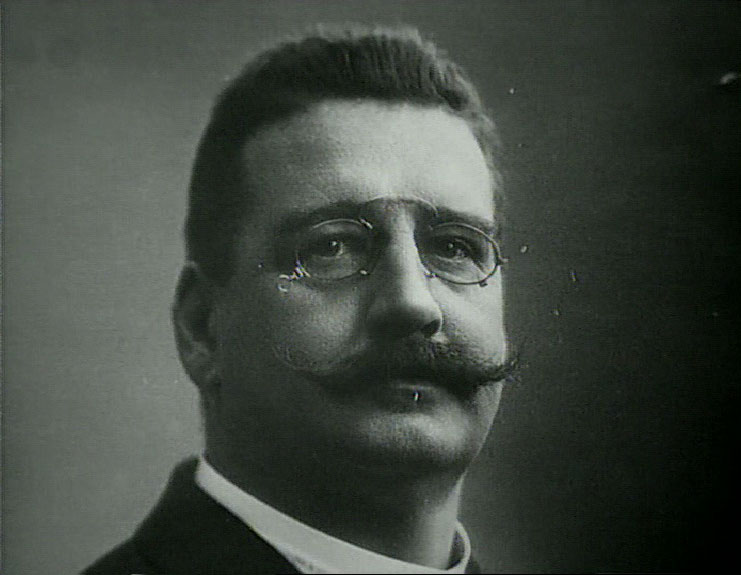
Фриц Гесс, отец Рудольфа Гесса

Гессы проживали в элегантном пригороде Александрии, где владели двухэтажной виллой на берегу моря в окружении тропического сада. Беззаботное детство младших Гессов прошло в немецкой общине Александрии, мальчики не общались ни с местным населением, ни с британцами, правившими в Египте. Рудольф, как и его брат, имел весьма смутное представление о своём окружении. Даже пирамиды Гесс увидел лишь мельком перед своим отъездом из Александрии в Германию:15. Семейство Гессов не участвовало в общественной и культурной жизни Александрии. Фриц Гесс был домашним тираном с патриархально-пуританскими взглядами и суровым отцом, требовавшим беспрекословного повиновения:38. Распорядок дня в доме строго подчинялся требованиям бизнеса. Фриц Гесс, типичный представитель националистически настроенных слоёв германской буржуазии, ценил абсолютную пунктуальность, педантичный порядок и неограниченную дисциплину. Гессы поддерживали прочные связи с Германией: в 1900 году в баварской деревне Райхольдсгрюн в Фихтельских горах Фриц Гесс приобрёл земельный участок, где затем была возведена двухэтажная вилла в стиле модерн. В баварском доме Гессы каждый год проводили летний отпуск, а нередко оставались и на полгода:38.
В Александрии 6-летний Рудольф некоторое время посещал небольшую немецкую протестантскую школу, затем отец перевёл его на домашнее обучение вместе с братом Альфредом. В марте 1908 года Фриц Гесс отправил старшего Рудольфа в интернат «Немецкий дом» при протестантской школе для мальчиков в Бад-Годесберге. В Египет, свой «маленький рай», как он его позднее назвал, Гесс больше никогда не вернулся. Бад-Годесбергская школа супругов фон Айхенбергов пользовалась доброй славой: здесь не только давали солидное общее образование, но и прививали ремесленные навыки и приучали к спорту. В интернате прибывшего из Александрии нового воспитанника с тёмными волосами и смуглой кожей считали иностранцем и дразнили «египтянином»:40:18. В школьной характеристике, направленной Гессам по окончании первого года учёбы их сына в Бад-Годесберге, отмечалась замкнутость и неразговорчивость воспитанника:19. Освоившись, Рудольф по многим предметам выбился в лучшие ученики и с гордостью сообщал о своих успехах в письмах домой. Школьное руководство в Бад-Годесберге рекомендовало Рудольфу Гессу сдать выпускные экзамены для поступления в университет, но родители отправили Рудольфа в швейцарский Невшатель, в Высшую коммерческую школу, где он должен был освоить основы торгового дела, а также французский язык, стенографию и машинопись:19. Проучившись в Невшателе год, Гесс с октября 1912 года поступил стажёром в одну из торговых компаний в Гамбурге:26—27. В подробных письмах из Гамбурга Гесс сообщал родителям, что прилежно корпит над бухгалтерским балансом в рабочие дни и хорошо проводит время в выходные с друзьями на прогулках по реке Альстер, на теннисном корте, в театрах и на скачках, и никак не выражал недовольства будущей профессией:20. Тем не менее, известна и другая версия о тлевшем конфликте между отцом и сыном, основанная на более поздних источниках: Фриц Гесс видел в сыне продолжателя семейного дела, Рудольфа Гесса якобы тяготила коммерция и не привлекала работа в отцовском бизнесе, но он никак не решался бунтовать против отца, а тут началась Первая мировая война:40.

## Первая мировая война

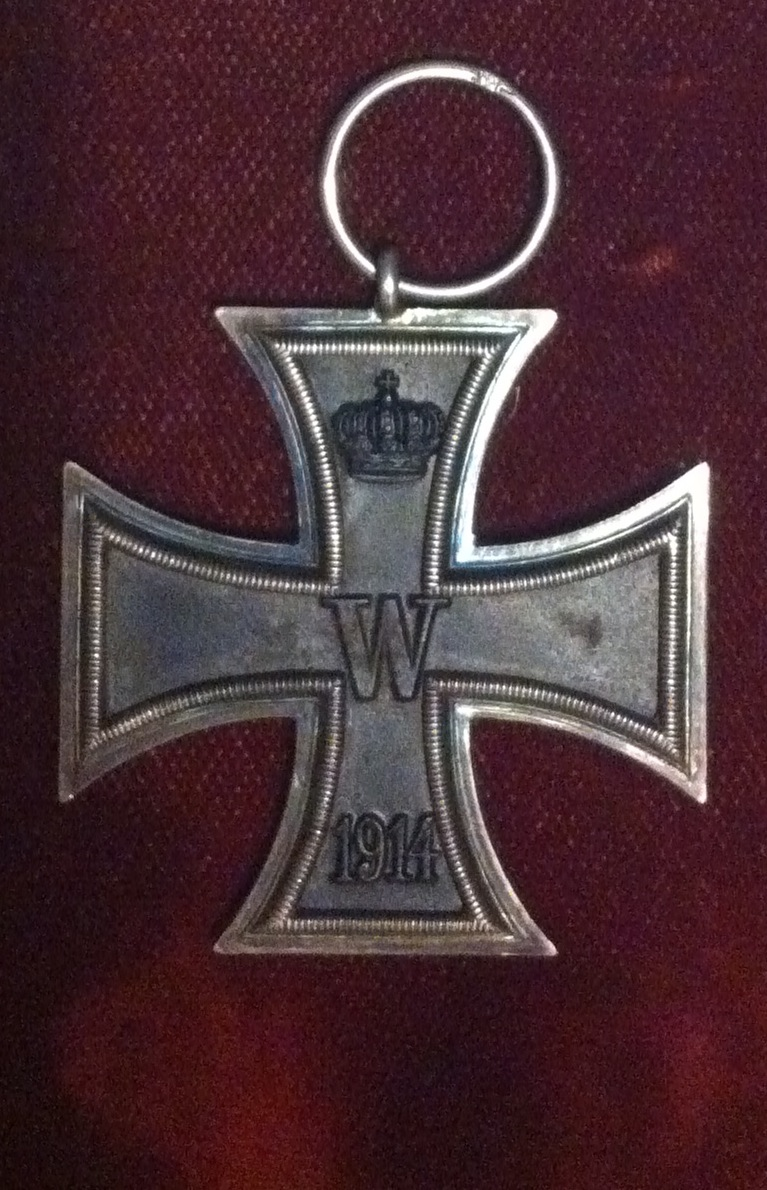
Железный крест 2-го класса. Конфискован у Гесса при аресте. Хранится в Армейском музее в канадском Галифаксе

После объявления войны Рудольф Гесс выехал из Гамбурга в Мюнхен, чтобы записаться на фронт. Спустя десятилетия Гесс расскажет в Шпандау, что ему пришлось пойти против отца: в саду в Райхольдсгрюне проникшийся духом 1914 года Рудольф заявил отцу о желании идти воевать и из жёсткого спора с отцом вышел победителем, заявив: «Сейчас приказы отдают не коммерсанты, а солдаты»:47. По совету друга семьи генерал-лейтенанта Людвига Негельсбаха Гесс решил ещё до объявления призыва записаться добровольцем в полк тяжёлой кавалерии. В письме родителям он заявлял о своей решимости «нанести заслуженный удар по этим варварам и международным преступникам», «навредить банде, даже если для этого нужно впоследствии оккупировать захваченные земли». Гесс радовался, что научится стрелять и скакать на лошади, попутно надеясь на войне усовершенствовать свой французский. Клара Гесс дала сыну материнское благословение, в письме от 6 августа 1914 года она поддерживала сына: «Была бы я мужчиной в расцвете сил, я бы тоже со всем пылом воевала за мою Родину. Хоть и не солдатом, но я попытаюсь всё же отдать свои силы на благо оставшихся»:22. 20 августа Рудольфа Гесса зачислили в 7-й баварский полк полевой артиллерии:40:34—35. Новобранец посчитал, что хотя артиллерия даже интереснее кавалерии, но он не будет находиться на передовой, где в ход идёт «нож и кинжал», и поэтому вскоре перевёлся в пехоту:22. Родители поддержали решение сына и лишь сокрушались, что его не отправляют сразу в бой:23.
В начале ноября 1914 года Рудольфа Гесса перевели в 1-й баварский армейский корпус, дислоцировавшийся на севере Франции в Перонне, но в бою он так и не побывал, а лишь мечтал провести сочельник 1914 года в окопе, чтобы было что вспомнить. Боевое крещение получил во Фландрии. 9 ноября 1914 года Гесс был переведён на службу в 1-й пехотный полк под Аррасом, 15 апреля 1915 года получил звание ефрейтора:24, а 27 апреля был награждён Железным крестом 2-го класса за участие в позиционных боях во французской Сомме, в Артуа и под Верденом:164:102. 21 мая Гессу было присвоено звание унтер-офицера, 1 августа он был зачислен кандидатом в кадровые офицеры, а спустя три недели получил звание эрзац-лейтенанта:41. С конца августа по ноябрь 1915 года Гесс проходил подготовку на офицерских курсах в Мунстере. 26 октября 1915 года Гесс был произведён в вице-фельдфебели, 25 декабря получил назначение командиром взвода. 12 июня 1916 года в ожесточённом и кровавом позиционном бою за форт Дуомон к северу от Вердена Гесс получил своё первое ранение шрапнелью в кисть и плечо левой руки:41. После месяца лечения в госпитале в Бад-Хомбурге Гесс был переведён на новый юго-восточный фронт в Румынии:26.
В декабре 1916 года Гесс вместе с немецкими войсками вступил в захваченный Бухарест. 25 декабря 1916 года Рудольф был назначен командиром взвода 10-й роты 18-го баварского резервного пехотного полка и воевал против русских под Рымнику-Сэрат:27. 23 июля 1917 года где-то на высотах между Ойтузским перевалом и Слэником Гесс получил ещё одно осколочное ранение в левую руку:41, 8 августа при форсировании реки Унгуряну — третье, уже тяжёлое сквозное лёгочное ранение: румынская пуля, выпущенная из винтовки с расстояния тридцати шагов, прошла под левым плечом рядом с подмышкой и вышла в спину у позвоночника:41. После очередного лечения 8 октября 1917 года Гесс получил звание лейтенанта резерва и решил перевестись в военно-воздушные силы. Весной 1918 года он прошёл подготовку в лётной школе на аэродроме Лехфельд под Аугсбургом. К 14 октября 1918 года Гесс получил назначение в 35-ю истребительную эскадру, дислоцированную на юго-западе Бельгии, и в начале ноября 1918 года принял участие в последних воздушных боях под Валансьеном:42. Демобилизован 13 декабря 1918 года:29.

## Мюнхен

### Общество Туле
Фриц Гесс вернулся в Александрию, но так и не смог восстановить свой бизнес, конфискованный британцами, отчаялся получить компенсацию от правительства Германской империи и не мог оказывать финансовую поддержку сыновьям. Оставшийся без средств к существованию Рудольф Гесс безуспешно пытался поступить на службу в создаваемые в то время добровольческие корпуса, но все должности лётного состава были уже заняты. Социал-демократическое правительство Баварии предлагало всем ветеранам войны, даже не получившим аттестат зрелости, поступать в вузы, и Гесс накануне нового 1919 года отправился в Мюнхен, где с февраля был зачислен студентом экономического факультета Мюнхенского университета. Его интересовали и другие науки, например, некоторое время вместе с Германом Герингом он посещал курс лекций историка Карла Александра фон Мюллера, но систематического и последовательного подхода к учёбе в университете у Гесса не наблюдалось. 17 февраля 1919 года Гесс встретился с товарищем по лётной школе Максом Хофвебером, который помог ему устроиться на работу в маленькую мебельную компанию Münchner Wohnkunst GmbH. Тот же Хофвебер привёл Гесса и в отель Vier Jahreszeiten:72, где проходили собрания Общества Туле, тайного политического союза, маскировавшегося под безобидное студенческое общество по изучению германских древностей и объединившего многочисленные группы баварских реакционеров. Контрреволюционные, шовинистические, националистические и антисемитские идеи Общества Туле легли на благодатную почву и определяли мысли и действия Рудольфа Гесса на протяжении всей его жизни. Гесс вскоре выбился в активисты общества и восхищался его руководителем Рудольфом фон Зеботтендорфом. В Обществе Туле произошла политическая социализация Гесса: он познакомился с Дитрихом Эккартом, издававшим антисемитский журнал Auf gut deutsch, с Карлом Харрером, соучредителем Немецкой рабочей партии, Гансом Георгом Грассингером из Германско-социалистического рабочего кружка, Антоном Дрекслером, председателем созданной в январе Немецкой рабочей партии. В Обществе Туле также состояли капитаны Эрнст Рём и Карл Майр из баварского командования рейхсвера. Весьма вероятно, что именно на собраниях Общества Туле, после разгрома Баварской советской республики в мае 1919 года открывшего свои двери в отеле Vier Jahreszeiten всем идейным товарищам, Гесс встретился в первый раз с Адольфом Гитлером:76. Новые знакомства в Обществе Туле оказали решающую роль в дальнейшей жизни Рудольфа Гесса:30—31.
Весной и летом 1919 года Рудольф Гесс активно участвовал в борьбе с так называемыми «ноябрьскими преступниками» — в контрреволюционной деятельности по свержению Баварской советской республики. Гесс занимался закупками оружия и отвечал за размещение рекрутированных боевиков Общества Туле. Под его руководством разведывательная служба Общества Туле готовила фальшивые документы: более пятисот проездных билетов:74, увольнительные, печати и многое другое. Гесс занимался внедрением своих людей в Коммунистическую партию Германии и её боевые отряды. Каждый боец Общества Туле обеспечивался членским билетом другой организации на чужое имя. За успешными акциями саботажа, как, например, вывод из строя автопарка правительства Баварской советской республики и самолётов на аэродроме в Шлайсхайме, также стоял Рудольф Гесс. Кроме того, он непосредственно участвовал в боях и командовал артиллерийским взводом, получил лёгкое ранение. После разгрома Баварской советской республики в начале мая 1919 года Гесс участвовал в расправах над побеждёнными, жертвами которых стало не менее пятисот человек. По доносам подчинённых Гессу шпионов Общества Туле защитников баварских Советов доставляли в следственную комиссию командования рейхсвера:32. С 7 мая по 15 октября 1919 года Рудольф Гесс временно служил добровольцем в 5-й дежурной роте добровольческого корпуса Франца фон Эппа, а затем вновь надел военную форму, чтобы участвовать в ликвидации Рурской Красной армии. 30 апреля 1920 года Рудольф Гесс официально демобилизовался из рядов рейхсвера и посвятил себя служению идеям экстремистской реакционной партии:34.

### Карл Хаусхофер

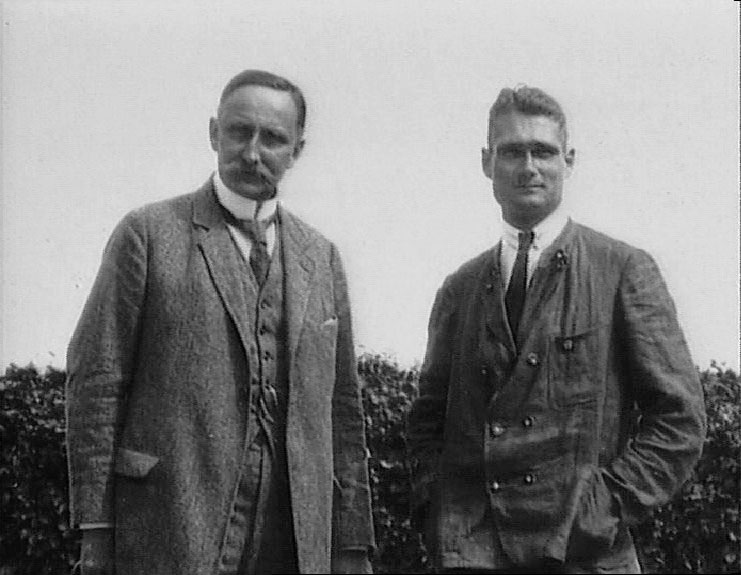
Карл Хаусхофер и Рудольф Гесс. 1920

Рудольф Гесс был знаком с Карлом Хаусхофером по Обществу Туле, которому отставной генерал-майор и учёный оказывал всяческую поддержку. Ученик Фридриха Ратцеля, симпатизировавший идеям Генриха фон Трейчке и Пангерманского союза, Хаусхофер ещё до войны пропагандировал социальный дарвинизм и войну как метод решения геополитических проблем. В 1913 году он издал труд о военной мощи Японии, в котором без обиняков ставил в пример Германии японские экспансионистские инициативы в отношении России и Кореи. Хаусхофер заявлял: если страна не ведёт борьбу за жизненное пространство, она теряет право на существование, а война является самой точной проверкой мощи нации. Несмотря на счастливый брак с полуеврейкой, Хаусхофер был ярым антисемитом и поддерживал тесные связи с учениками Трейчке, издателем Юлиусом Фридрихом Леманом и основателем Немецкого народного союза обороны и наступления Константином фон Гебзаттелем. 4 апреля 1919 года бывший адъютант Хаусхофера Макс Хофвебер устроил его первую встречу с Рудольфом Гессом. 28 января 1920 года Хаусхофер пригласил Гесса на чаепитие к себе домой на Арсиштрассе и предложил провести с ними пасхальные каникулы:69. С этого дня у Гесса и Хаусхофера сложились очень близкие отношения:35. 4 июля 1920 года в своём имении Хартшиммельхоф в Пеле Карл Хаусхофер ввёл Гесса в круг своих ближайших друзей и предложил перейти на «ты». Хаусхофер называл Гесса Руди, а тот обращался к нему «генерал». В доме Хаусхоферов на Арсиштрассе в Мюнхене Гесс обрёл новую эмоциональную обитель, а Карл Хаусхофер на протяжении всей жизни оставался для него товарищем, родственной душой, вторым отцом, духовным наставником и жизненным ориентиром:45. Гесс подружился с сыновьями Хаусхофера Альбрехтом и Хайнцем, часто обедал в доме Хаусхоферов и хорошо относился к супруге генерала Марте, имевшей еврейское происхождение. Марта Хаусхофер учила Гесса английскому языку:71. В сентябре Карл Хаусхофер познакомил Гесса со своими высокопоставленными друзьями в швейцарском Рюшликоне. Хаусхофер и Гесс были практически неразлучны в этот период, они ежедневно гуляли по мюнхенским паркам и беседовали о войне, революции, будущем и геополитике. Хаусхофер видел в Рудольфе Гессе добросердечного и благородного ветерана войны, не утратившего веры в возрождение славной родины. Дружбе Хаусхофера и Гесса не могла помешать разница в возрасте в четверть века жизни, их объединяли воспоминания о войне, огорчение от поражения и горячее желание отомстить:69. Позднее заместитель фюрера Гесс защитил от действия Нюрнбергских расовых законов семью Хаусхофера и оказывал протекцию его сыновьям, признанным в нацистской Германии мишлингами:101. В 1921 году Хаусхофер получил звание почётного профессора Мюнхенского университета, Гесс сразу записался на его курс географии вольным слушателем и стал верным последователем его геополитических идей. По рекомендации Хаусхофера Гесс изучал труды Фридриха Ратцеля, Хэлфорда Маккиндера и Рудольфа Челлена:xiv.

### Гитлер и НСДАП
Первая встреча Гесса с Гитлером согласно нацистской мифологии состоялась 19 мая 1920 года на собрании Немецкой рабочей партии в зале мюнхенской пивной «Штернекерброй»:76. По воспоминаниям Ильзы Прёль, вернувшись домой, взволнованный и восхищённый Гесс выразил свои впечатления так: «Если кто и освободит нас от Версаля, то это будет этот человек»:47. 1 июля 1920 года Рудольф вступил в НСДАП и получил членский билет за № 1600:37. Между Гессом и Гитлером в первые годы партийной работы сложились почти магические отношения. Двух совершенно разных людей по происхождению и воспитанию объединяла фанатичная ненависть к первой республике, возникшей на обломках кайзеровской Германии, и горечь ветеранов Первой мировой от украденной у них победы, на которую они оба отправились добровольцами. Гесс скреплял эти отношения своей слепой и безоговорочной преданностью. Он восхищался Гитлером, видел в нём человека, которого невозможно остановить, который «в нужное время будет стоять там, где он должен стоять»:42. Гесс познакомил Гитлера с генералом Хаусхофером, отношения у них не сложились, тем не менее, по мнению биографа Гитлера Иоахима Феста, Рудольф Гесс, выступавший посредником между ними, внёс значительный личный вклад в дело становления и формирования национал-социализма:78. По воспоминаниям Карла Майра, Гесс оказывал на Гитлера особое влияние, он был его «первым и самым успешным ментором»:79. Перед каждой важной речью Гитлер и Гесс уединялись, и Гессу каким-то образом удавалось привести Гитлера в то неистовое состояние, в котором он потом выходил к толпе:39. Со временем Гесс стал для Гитлера незаменим, они часто и подолгу беседовали во время совместных прогулок, обсуждая имиджевые стратегии партии. Гесс сопровождал Гитлера в поездках и на встречах с потенциальными спонсорами партии.
Рудольф Гесс не имел карьерных устремлений и не занимал важных должностей в партии, но выполнял разнообразные задачи на добровольных началах. Прежде всего, он налаживал контакты партии с высшими кругами мюнхенского общества. Именно Гесс летом 1921 года привлёк внимание Людендорфа к НСДАП и познакомил с Гитлером. Часто новые контакты для партии и Гитлера Гессу обеспечивал Хаусхофер:78. Гесс также занимался формированием разведывательного отдела в НСДАП и завёл досье на отдельных членов партии. Кроме того, Гесс работал над текстами публичных объявлений о партийных мероприятиях и писал статьи для Völkischer Beobachter. Он также выполнял организационные задачи, в частности, сформировал в Мюнхенском университете студенческую партийную ячейку, хотя учёбу совсем забросил. Самый значимый по своим последствиям вклад Гесс внёс в создание и развитие культа Гитлера в партии. После первого кризиса в НСДАП в июле 1921 года, закончившегося победой Эккарта, Эссера и других над группой Дрекслера, Гесс стремился не только представить Гитлера как искусного трибуна, но и восхвалял его лидерские качества: «Сущность Гитлера — это чистейшая воля. Его сила основывается не на ораторском таланте, а в равной степени на достойном восхищения знании и ясном разуме»:41.
В конце 1922 года Рудольф Гесс победил в конкурсе эссе на тему «Что должен представлять собой человек, которому суждено вернуть Германии её былое величие?». Конкурс с призом в сто песет (эквивалент 50 тыс. бумажных марок), в котором приняли участие более 60 человек из трёх баварских университетов Вюрцбурга, Мюнхена и Эрлангена, объявил не пожелавший назваться немец из Каталонии. Ректор Мюнхенского университета объявил конкурс 30 октября 1922 года, и Рудольф Гесс на стареньком ремингтоне буквально за считанные часы напечатал своё напыщенное сочинение, из которого очевидно, что его интеллектуальным наставником был Хаусхофер, а образцом послужил Гитлер:80—81. В представлении Гесса будущий спаситель немецкого народа обладает глубокими знаниями, верой в чистоту своего дела, неукротимой силой воли и отвагой, быстро учится и захватывающе говорит. Это диктатор, который свято любит родину и свою единственную цель видит в благополучии и величии своей страны. Чтобы «вернуть Германии разум», диктатор, как врач душевнобольного, при необходимости вправе прибегнуть к грубой силе и не должен бояться применять оружие против противников, демагогии, лозунгов и уличных шествий. Лидер должен вести психологическую обработку народных масс, воспитывать в рабочих «решительный национализм», громить международное марксистское мировоззрение и бороться с идеей содружества народов.

### Пивной путч
В 1923 году Гесс принял активное участие в создании так называемого «спортивно-гимнастического отдела» партии, вскоре печально прославившегося зверскими нападениями, драками и избиениями и переименованного в «штурмовые отряды». Гесс отвечал за подбор униформы для бойцов из штормовки с повязкой со свастикой на рукаве и обмоток на ногах. Военизированное формирование НСДАП под командованием Гесса и Эмиля Мориса впервые было использовано 4 ноября 1921 года. Гесс получил в столкновении ранение в голову, которое пришлось зашивать:48. Осень 1923 года Гесс провёл в родительском доме в Райхольдсгрюне за учёбой и не принимал участия в подготовке переворота. Его вызвали в Мюнхен лишь за несколько дней до выступления путчистов.
На 8 ноября 1923 года в мюнхенской пивной «Бюргербройкеллер» было запланировано массовое мероприятие с выступлением Густава фон Кара по случаю 5-летней годовщины заключения Компьенского перемирия. Вооружённый пистолетом Гесс находился в числе сопровождавших Гитлера, когда тот провозгласил «национальную революцию» и объявил об отставке кабинета Кара и формировании нового баварского правительства с Эрихом Людендорфом во главе. Гессу было поручена «почётная и важная задача» — арестовать в пивной всех баварских министров, чтобы вывести из игры «ненадёжный контингент». Пока Гитлер совещался с Каром, Лоссовом и Зейсером, Гесс зачитал в зале заранее подготовленный список фамилий и под охраной десяти штурмовиков, вооружённых стрелковым оружием и ручными гранатами, вывез премьер-министра Ойгена фон Книллинга, министра внутренних дел Франца Швейера, начальника мюнхенской полиции Карла Мантеля, министра сельского хозяйства Вутцельхофера, министра юстиции Франца Гюртнера и графа Йозефа Зодена, главу кабинета министров последнего баварского короля, в дом Юлиуса Лемана под Мюнхеном. В марше к Фельдхернхалле на следующий день Гесс не участвовал, а узнав о провале путча, бежал сначала в горы, где в тревоге о будущем скрывался несколько дней, а 14 ноября тайно вернулся в дом Хаусхоферов. Они убеждали его сдаться, Гесс соглашался, но тем не менее решил повременить и при помощи друзей из фрайкора через Альпы бежал в Австрию. Альпийская ссылка Гесса превратилась в хождение по мукам: у него не было ни денег, ни пропитания, ему время от времени помогали едой и деньгами только Ильза Прёль и брат Альфред. Узнав о чрезвычайно мягком приговоре Гитлеру, Гесс решил вернуться в Мюнхен и опять остановился у Хаусхоферов. От генерала Гесс узнал о предстоявшей 15 мая 1924 года ликвидации народного суда Баварии, рассматривавшего дела путчистов. Перспектива экстрадиции в Лейпциг для рассмотрения его дела в имперском суде его не устраивала:89. Кроме того, он надеялся отбывать наказание вместе с Гитлером в Ландсбергской тюрьме в хороших, как ему было известно, условиях содержания. Находившегося в розыске Гесса особо и не искали, и, покатавшись на Пасху на горных лыжах в Альпах, 12 мая Гесс явился с повинной в полицию:53—54. Проведя два дня в следственном изоляторе, он 14 мая предстал перед баварским судом, приговорившим его к одному году и шести месяцам тюремного заключения. Процесс, на котором присутствовал Хаусхофер, завершился быстро, и 16 мая Гесс, как и ожидалось, оказался в Ландсбергской тюрьме:90.

### Ландсбергская тюрьма и «Майн кампф»
В комфортных, приближённых к санаторным условиях:92 Ландсбергской тюрьмы Гесс провёл рядом с Гитлером семь с половиной месяцев заключения. Гесс и Гитлер занимали просторные камеры друг напротив друга соответственно № 5 и 7 на втором этаже старого тюремного корпуса, бывшей крепости. Рядом отбывали наказание другие путчисты — Эмиль Морис, Герман Крибель и Фридрих Вебер. Камеры заключённых не запирались, поэтому атмосфера Ландсбергской тюрьмы, по словам Отто Штрассера, скорее напоминала военный клуб, где заключённые собирались вместе, беседовали, курили и играли в карты:77. Заключённым разрешалось заниматься спортом в тюремном дворе, выращивать овощи в тюремном саду, принимать в любое время посетителей, которые приносили с собой корзинами разнообразную провизию, вино и цветы. Директор Ландсбергской тюрьмы Отто Лейбольд стал идейным национал-социалистом.
Этот этап в жизни Гесса заложил фундамент его переходящих в религиозные категории преклонения и покорности своему кумиру, которых не испытывал к фюреру никто в его старой свите. Гитлер и Гесс ежедневно беседовали на прогулках, вели дискуссии, которые Гесс тщательно протоколировал. Он благоговейно и терпеливо внимал многочасовым монологам Гитлера и прилежно конспектировал наиболее важные мысли фюрера. Лишившийся ауры вождя Гитлер нуждался в ликующей публике и подпитывался эмоциями от своего восторженного почитателя. Двух фронтовиков, обманутых Ноябрьской революцией и Версальским мирным договором, объединяло страстное желание беспощадно и жестоко мстить предателям. Ландсбергское заключение сблизило Гитлера и Гесса и сплотило их на всю жизнь. Обычно холодный, отстранённый и неприступный Гитлер демонстрировал неожиданно тёплые чувства к Гессу и обращался к нему «мой Руди, мой Гессик»:55, но не выражал их открыто при посторонних:54. Гесс, по его собственному признанию, ни разу в жизни не позволил себе обратиться к Гитлеру по-дружески на «ты»:148—149.
Гитлер в тюрьме занялся написанием книги и однажды предложил Гессу, принёсшему фюреру чай, остаться и послушать его записи. Воспоминания фюрера о начале мировой войны, о его первых днях службы в баварской армии, заставили расчувствоваться до слёз обоих, и с этого дня, 29 июня, началась их интенсивная работа над «Майн кампф». Название книги «Моя борьба», заменившее пространный вариант Гитлера «Четыре с половиной года борьбы против лжи, глупости и трусости», придумали Гесс и Макс Аман. Гесс не считается ни соавтором, ни носителем идей сочинения, ни «литературным негром», тем не менее, он выполнял важную редакционную работу. Некоторые главы книги Гитлера появились из составленных Гессом протоколов совместных бесед. Гитлер и Гесс трудились над книгой ранним утром до завтрака и после обеда, а после ужина они беседовали на прогулке, и Гитлер зачитывал Гессу отрывки для обсуждения. Вскоре Гесс по просьбе Гитлера не только корректировал наброски, застенографированные им в камере простым карандашом, но и перепечатывал их на машинке начисто, отбрасывая в «трудной борьбе», как он писал Ильзе Прёль, пассажи в «стиле наблюдателя», упорядочивал спутанный ход мыслей Гитлера и отшлифовывал стиль повествования.
Гесс посвятил время в тюрьме также самообразованию, и в этом ему помогал регулярно посещавший его в тюрьме по средам Карл Хаусхофер. Занятия Хаусхофера по геополитике с «молодыми орлами», как он называл Гитлера и Гесса, проходили утром и вечером и продолжались в общей сложности три часа. Хаусхофер тщательно подбирал учебную литературу для своих учеников: Карл фон Клаузевиц, Фридрих Ратцель и, разумеется, собственные сочинения и «Журнал о геополитике». После занятий с Хаусхофером заключённые жарко спорили о геополитике. Оправдывавшая войны концепция «жизненного пространства» впоследствии легла в основу захватнических планов нацистской партии, оставившей далеко позади другие партии с их требованиями пересмотра итогов Версальского мира. Хаусхофер через Гесса рекомендовал Гитлеру сочинения историков Леопольда фон Ранке и Генриха фон Трейчке, философов Карла Маркса и Фридриха Ницше, социал-дарвиниста Хьюстона Стюарта Чемберлена и канцлера Отто фон Бисмарка. Спустя годы Гитлер признавался генерал-губернатору Гансу Франку, что Ландсберг стал его университетом за государственный счёт:90.

## Личный секретарь Гитлера
Гесс вышел из тюрьмы досрочно 2 января 1925 года, спустя девять дней после Гитлера. Карл Хаусхофер планировал устроить его к себе аспирантом в Мюнхенском университете и увлечь работой над докторской диссертацией по геополитике под руководством профессора Отто Цвидинек-Зюденхорста, но это вряд ли бы удалось генералу с учётом судимости Гесса за соучастие в государственной измене:110. Сам Гесс после Ландсберга видел своё будущее только рядом с Гитлером и с апреля 1925 года по неоднократным просьбам Гитлера поступил к нему на службу личным секретарём. Выбор в пользу политической карьеры, а не научной объяснялся прежде всего тем, что его учитель Хаусхофер никогда бы не стал настоящим оратором и динамичным лидером народного движения:xiv. Помимо прочего, ставка секретаря у Гитлера составляла 500 рейхсмарок, что было в два раза больше, чем у Хаусхофера:59, но главным было то, что Гесс будет находиться рядом со своим Трибуном:79:9, и никто не сможет вмешаться в их личные доверительные отношения. Гесс мечтал обратить Хаусхофера в преданные последователи Гитлера:xiv, а тот с грустью подметил, что Гесс превратился в тень Гитлера. Личный секретарь постоянно сопровождал Гитлера в поездках, на собраниях и митингах, вёл его корреспонденцию, составлял расписание встреч, организовывал поездки, беспокоился о минеральной воде, трибуне для выступления фюрера и о его питании. Вскоре Гесс стал незаменим, он создал своего рода прообраз партийной канцелярии, куда стекалась вся информация в НСДАП:70 и где рядовые члены партии имели возможность обратиться к фюреру напрямую, минуя руководство имперской партийной организации:9. Партийным руководителям добиться аудиенции у Гитлера без ведома Гесса стало невозможно:55. Личный секретарь также замещал Гитлера на рабочих встречах и совещаниях, принимал посетителей, ездил в командировки и вёл переговоры от имени Гитлера. Во внутрипартийной борьбе и конфликтах Гесс всегда занимал сторону Гитлера. После переучреждения НСДАП в конце февраля 1925 года Рудольф Гесс получил партийный билет за номером 16, свидетельствовавший о его высоком авторитете в партии, при этом Гесс не занимал никаких должностей в партии и не имел никаких властных полномочий, его положение и влияние основывались исключительно на непосредственной близости к Гитлеру и доверительных отношениях с ним. Положение Гесса в партии постоянно укреплялось. Он не боялся критиковать даже заслуженных членов партии:9, но умел разрядить постоянно возникавшие политико-идеологические конфликты и непрекращавшуюся борьбу за компетенции, выступая посредником сторон в кадровых вопросах и тем самым добиваясь в благодарность их лояльности. Чтобы уменьшить опасность внутрипартийных конфликтов, он опирался на авторитет Гитлера, тем самым укрепляя его. Гесс обставлял дело так, что Гитлер выглядел великим провозвестником вечных истин и возвышался над дрязгами конкурирующих партийных активистов. Гессу особенно нравилась эта роль примирителя, и позднее он часто называл себя «стеной плача [национал-социалистического] движения»:74. Доверчивый и странноватый Гесс, пылкий последователь Гитлера без личных политических амбиций, не владевший техниками борьбы за власть, рисковал опуститься до второстепенной работы с партийными жалобщиками, если бы впоследствии не перешёл к координации взаимодействия партии и государства и партийных органов между собой:68.
Гесс активно участвовал в демонстрациях и массовых шествиях, которые в НСДАП проводили по самым разнообразным поводам, и с удовольствием шагал в первом ряду с Гитлером, но по своей натуре он не любил публичности и предпочитал работать «за кулисами». Верный и дисциплинированный Гесс оказался настоящей находкой для Гитлера, избегавшего рутинных дел и работы с документами за письменным столом и предпочитавшего общество салонных львов и ярких персонажей, как выпускник Гарварда Эрнст Ганфштенгль, фотограф Генрих Гофман, коммерсант Курт Людеке и журналист Герман Эссер с их великолепными связями в сливках мюнхенского общества. Эти знакомцы Гитлера посмеивались над не вписывавшимся в этот круг блёклым Гессом. Вскоре появились слухи об интимных связях фюрера с его секретарём, получившим прозвище «фрейлейн Гесс». Отто Штрассер считал, что Гитлера и Гесса связывали абсолютно чистые отношения. Он вспоминал Рудольфа Гесса в эти годы как привлекательного молодого человека, интеллектуала и художника, офицера и поэта, энергичного и преданного, никогда не скрывавшего своего пылкого увлечения Гитлером:56—57. Газетчики зубоскалили, что Гесс красит красным лаком ногти на ногах:56. Со временем, после женитьбы Гесса, обидное прозвище забылось, а Гесс заслужил имидж стойкого героя-аскета.
Гесс придавал большое значение отношениям с лидерами экономики и старался привлечь их на сторону партии. Бросивший университет ради политики Гесс считал, что знает подход к образованным людям и может разъяснить им тонкости политической платформы партии, и видел себя связующим звеном между массовым движением и образованными слоями общества. С укреплением положения НСДАП Гесс продолжил работу над привлечением инвестиций для партии, в 1928 году он заручился поддержкой промышленников Фрица Тиссена и Эмиля Кирдорфа, которые выделили средства на приобретение для партии мюнхенского дворца Барлоу на Бриеннер-штрассе, переоборудованного затем под штаб-квартиру НСДАП. Манеры Гесса настолько сразили Кирдорфа, что он договорился о кредите для НСДАП в роттердамском банке и выступил его поручителем. По собственному признанию Тиссен выделил на нужды партии 250 тыс. рейхсмарок:69. Гесс привёл в партию будущего начальника отдела печати в НСДАП Отто Дитриха, сам занимался разработкой плакатов и листовок на выборы в рейхстаг. 4 октября 1929 года в лётной школе в Фюрте Гесс получил лицензию частного пилота, его лётным инструктором был известный лётчик-ас Тео Кронайсс. Весной 1930 года издательство Völkischer Beobachter приобрело на имя Гесса двухместный моноплан BFW M23b с рекламной надписью на фюзеляже:21—22. На личном самолёте Гесс часто летал по делам в Берлин и, например, в Веймар на конфиденциальную встречу с министром Вильгельмом Фриком или провоцирующе кружил над митингом Рейхсбаннера в Ганновере. Вскоре он прослыл опытным лётчиком и несколько раз принимал участие в соревнованиях спортивных самолётов «Вокруг Цугшпитце»:57 и даже планировал совершить одиночный перелёт через Атлантику по примеру Линдберга:2. В Коричневом доме, новой штаб-квартире НСДАП с весны 1931 года, Гесс занял кабинет рядом с кабинетом Гитлера, у него появилось собственное бюро с заведующим и двумя секретарями.

### Женитьба
Рудольф Гесс женился на Ильзе Прёль в декабре 1927 года после семи лет знакомства. Добрая подруга Гесса Ильза некогда была его соседкой по пансиону Шильдберга в Швабинге, они вместе ездили в горы кататься на лыжах. Ильза ездила к Гессу на свидания в Ландсбергскую тюрьму. Теперь Гесс твёрдо стоял на ногах, ведь по его мнению «отношения в браке не будут здоровыми, если жена состоятельная, а муж не может обеспечить средства к существованию и однажды будет вынужден обратиться к жене». Сообщая в письме родителям о своём намерении жениться, Гесс тепло отзывался о своём «ангеле» и деловито упомянул, что доля Ильзы в ганноверской компании König & Eppert составляет 800 тыс. рейхсмарок. Возможно, к женитьбе на Ильзе Прёль Гесса подтолкнул Гитлер, который, как и Хаусхофер, выступал на свадьбе свидетелем. Торжество устроили на вилле издателя Гуго Брукмана. В свадебное путешествие молодые отправились в Швейцарию. Гесс испытывал к жене настоящие чувства: обычно казённый стиль письма Гесса менялся, когда он обращался к Ильзе, для неё он находил проникновенные слова и даже писал ей стихи. Тем не менее, в письме подруге Ильза жаловалась: «Что касается супружеских обязанностей, я иногда чувствую себя ученицей монастырской школы»:56:78. Единственный сын Гессов Вольф Рюдигер родился спустя десять лет брака.

### Партийный кризис 1932 года
Осенью 1932 года НСДАП пережила кризис невиданного прежде масштаба. Личный секретарь фюрера выступил его активным участником и больше всех выиграл по его результатам. На выборах в рейхстаг 6 ноября 1932 года НСДАП лишилась более двух миллионов голосов и, таким образом, сдала в рейхстаге 34 мандата, что обострило конфликт между фюрером и имперским руководителем партии по организационной работе Грегором Штрассером, пытавшимся в сложившихся неблагоприятных для партии условиях договориться об участии НСДАП в правительстве Курта фон Шлейхера. Рудольф Гесс сознательно подлил масла в огонь: своим вопросом о том, с ведома ли Гитлера Штрассер собственно ведёт переговоры, он привёл в бешенство фюрера, заподозрившего предательство. Конфликт между Гитлером и Штрассером закончился отставкой последнего со всех постов. Гитлер возложил на себя высшее руководство Политической организацией НСДАП. В результате кадровых перестановок заместитель Штрассера инспектор Роберт Лей возглавил штаб Политической организации. Аппарат Штрассера был реорганизован. 15 декабря 1932 года была учреждена Центральная политическая комиссия НСДАП — новый руководящий орган внутрипартийной координации, призванный «обеспечить максимальное единство в реализации политической борьбы». Главой ЦПК, призванного противостоять возможным притязаниям на власть со стороны третьих лиц, Гитлер назначил Рудольфа Гесса, впервые занявшего официальный пост в партийной иерархии:22. Готовясь принять государственную власть, Гитлер видел в политической организации НСДАП своего рода министерство внутренних дел, а ещё точнее — военное министерство. Гесс фактически получил полномочия решать все партийные вопросы от имени Гитлера, став номинально вторым человеком в партии:58. В его обязанности входили надзор за деятельностью членов НСДАП, избранных депутатами в мелких землях и общинах, контроль за национал-социалистической прессой и за работой комиссии по экономическим вопросам. ЦПК прежде всего отвечала за изложение позиции партии перед общественностью. В этих целях в Центральной политической комиссии было создано три соответствующих отдела. Гесс занимался проверкой всех основных партийных заявлений и парламентских инициатив, а также предложений по проведению забастовок и локаутов. Перераспределение полномочий в партаппарате неизбежно вело к конфликту с Робертом Леем:10:68.
Спустя семь недель, 30 января 1933 года национал-социалисты пришли к власти в Германии. Гесс провёл этот день как в полусне и испытывал смешанные чувства, глубоко проникнувшись историческим значением момента и сцепив зубы в решимости продолжить борьбу. Назначенный рейхсканцлером фюрер выдернул Гесса из плотной толпы партийных лидеров, ожидавших фюрера в салоне номера в берлинском отеле «Кайзерхоф», и провёл в свою спальню. Там «шеф» признался Гессу, что пару раз всё висело на волоске «из-за несговорчивости старого змея», Гугенберга. Вечером вместе с Гитлером, Герингом и Геббельсом Гесс у окна рейхсканцелярии приветствовал наспех собранные колонны ликующих демонстрантов с факелами и знамёнами в руках. Описав эту сцену в письме к жене, Гесс торжествовал: «Один этап на пути к победе мы наконец-то прошли. Наступает новый трудный период борьбы»:59:85.

## Заместитель фюрера и рейхсминистр

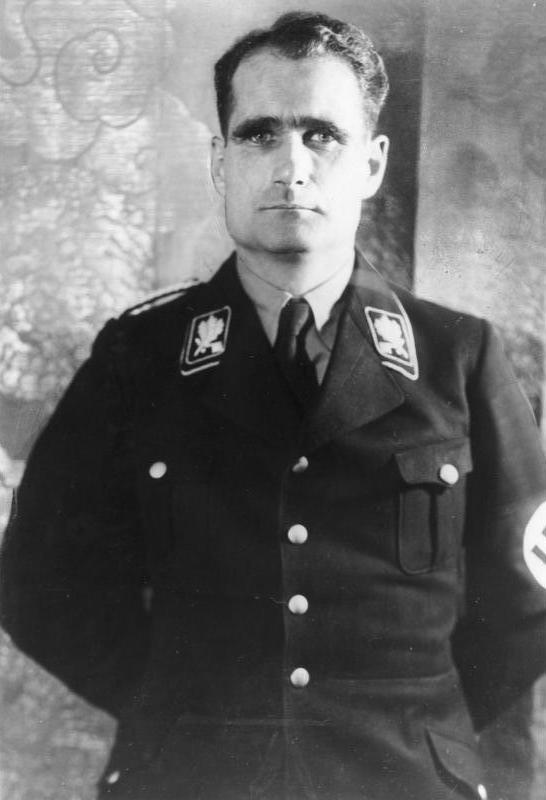
Рудольф Гесс. 1935

В марте 1933 года Рудольф Гесс был избран депутатом рейхстага и занял в нём второстепенную должность председателя комитета по правам народных представителей. На рубеже 1932—1933 годов он занимал прочное место в верхушке НСДАП, но для широкой общественности по-прежнему оставался тёмной лошадкой. Всё кардинально изменилось 21 апреля 1933 года, когда Гитлер назначил Гесса за несколько дней до его 39-летия своим заместителем по всем партийным делам:8. Заместитель был призван освободить занятого государственными делами фюрера от повседневных обязанностей партийного лидера и для этого наделялся необходимыми полномочиями принимать решения от имени фюрера по всем вопросам, касающимся партийного руководства. Тем не менее, рейхсляйтеры заместителю фюрера не подчинялись и само название новой должности Гесса «заместитель фюрера» говорило о том, что Гитлер не был готов полностью передать ему власть в партии:8. Ещё 24 марта 1933 года Гесс был назначен руководителем новообразованного связного штаба НСДАП, размещавшегося в Берлине на Вильгельмштрассе, 64 в здании Государственного министерства Пруссии напротив рейхсканцелярии и в непосредственной близости с многими имперскими и прусскими министерствами:89. В его задачи входила координация деятельности остававшейся в Мюнхене штаб-квартиры партии с имперскими министерствами и ведомствами, обеспечение постепенной и контролируемой реализации партийных интересов в государственном аппарате во избежание недовольства со стороны вытесняемого партийными кадрами чиновничества, а также подчинения партийных организаций решениям кабинета министров. Гесс проводил больше времени в Мюнхене, официально объявленном «столицей движения», и работал в Коричневом доме. 27 июня 1933 года рейхсканцлер и фюрер распорядился, чтобы Гесс присутствовал на заседаниях правительства на постоянной основе:62. В зале заседаний кабинета министров Гесс, которому были поручены кадровые решения в области государственной службы, занял привилегированное место по левую руку от Гитлера рядом с рейхсминистром внутренних дел Фриком:89. 4 февраля 1938 года Гесс вошёл в состав Тайного совета правительства, а 30 августа 1939 года — Совета министров по обороне империи:62. На заседании рейхстага 1 сентября 1939 года фюрер назначил Рудольфа Гесса своим вторым преемником после Германа Геринга:63.

### Представительские функции
Всё возрастает роль личного заместителя Гитлера, Гесса, который сейчас фактически руководит национал-социалистской партией от имени Гитлера. Недавно он был назначен министром без портфеля. Каждое его слово имеет такую же силу, как слово самого фюрера. Гитлер почти никогда не появляется без Гесса — рядом с Гитлером или за его спиной всегда можно видеть толстую фигуру его оруженосца:38.
Эрнст Генри. «Гитлер над Европой». 1935

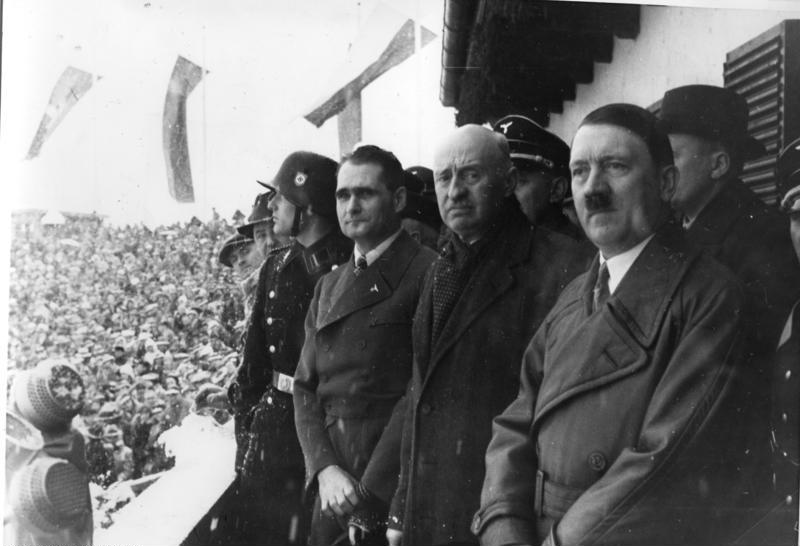
Рудольф Гесс, Анри де Байе-Латур и Адольф Гитлер на церемонии открытия зимних Олимпийских игр 1936 года. Гармиш-Партенкирхен, 6 февраля 1936

1 декабря 1933 года был принят закон об обеспечении единства партии и государства, в исполнение которого Гесс был назначен на должность рейхсминистра без портфеля:63—64:90. Это назначение положило начало будущей власти Рудольфа Гесса:70. Ещё 2 сентября 1933 года Гитлер распорядился снять с Гесса звание имперского руководителя НСДАП:8, тем самым заместитель фюрера выдвинулся из второго ряда партийного руководства и занял уникальное положение в партийной элите. Указом рейхсканцлера от 22 сентября 1933 года Гесс был выведен из состава СС с сохранением ранга обергруппенфюрера, что означало, что заместитель фюрера не подчиняется впредь никому, кроме самого Гитлера. Тем не менее, неофициально Гесс считался четвёртым лицом в этой элитной организации после Гитлера, Гиммлера и Аумейера и для официальных съёмок с видимым удовольствием одевался в чёрную униформу со всеми регалиями:62:90. На новой высокой должности Гесс предпочёл поначалу сохранить имидж скромного партийца, демонстрируя, что он всегда был и остаётся человеком партии, и «попросил» обращаться к нему просто «парттоварищ Гесс», без указания его должности второго лица в партийной иерархии. В повседневной работе сдержанный Гесс обычно носил сравнительно просто пошитую коричневую партийную форму, сапоги и портупею без позолоченных знаков отличия, отличался от многих партийных бонз скромным поведением, воплощал «солдатские добродетели» и считался примером старого партийного бойца, который не зазнался, поднявшись на вершину власти. Национал-социалистическая печать именовала Гесса «совестью партии»:90, а внутри партии его за назидательные речи на партийных собраниях с некоторой иронией прозвали «провозвестником и увещевателем»:74. На дипломатических встречах и приёмах Гесс часто появлялся в обычном штатском костюме, но и сохранял верность серому форменному френчу. Он никогда не носил своих военных наград, только золотой партийный знак, приколотый к коричневому или чёрному галстуку, свидетельствовал о принадлежности его владельца к партийной элите. В 1934 году имя Рудольфа Гесса было присвоено одной из дрезденских больниц, впоследствии этой чести удостоились многие учреждения по всей стране. В июле 1937 года портрет партийца и солдата Рудольфа Гесса работы его тестя Карла Горна в одном ряду с многочисленными живописными и скульптурными изображениями фюрера, а также выдающихся германских военачальников открывал Большую германскую художественную выставку в зале № 2 нового Дома германского искусства в Мюнхене. Среди сподвижников Гитлера такой чести удостоился ещё только рейхсминистр экономики, президент Рейхсбанка и генеральный уполномоченный по вопросам вооружения Ялмар Шахт:91. Со временем и Гесс не устоял перед искушениями власти. На интерьер кабинета Гесса в Берлине, который к тому же раскритиковал фюрер, было потрачено 7 тыс. рейхсмарок. Годовое содержание рейхсминистра Гесса в 1941 году составляло 45 480 рейхсмарок. Хотя заместителю фюрера было и далеко до показной роскоши Геринга, Геббельса и некоторых гауляйтеров НСДАП, но его стиль жизни требовал всё больших затрат. В 1939 году Гесс заказал свой портрет у художника Вальтера Эйнбека, этот портрет также демонстрировался на Большой германской художественной выставке:192 и был приобретён Гитлером. На съездах НСДАП в Нюрнберге Рудольф Гесс появлялся в сопровождении свиты из двадцати человек, в которую входили адъютанты, врач, служба безопасности и экипаж его самолёта, к которым присоединялась дюжина «почётных гостей» из родни и знакомых с Ильзой Гесс во главе. У супруги заместителя фюрера появилась горничная и водитель-компаньонка:272. Гесс трепетно относился к соблюдению протокола, чтобы на публичных мероприятиях всегда занимать подобающее его статусу положение. В 1939 году Гесс потребовал извещать его о присутствии прессы на мероприятиях с его участием, чтобы его не фотографировали при плохом освещении:92.
С момента назначения заместителем фюрера на Рудольфа Гесса были возложены задачи, которые раньше Гитлер выполнял сам. Гесс замещал Гитлера на публичных мероприятиях, присутствовал на заседаниях, участвовал в митингах и собраниях, посещал приёмы, выступал с речами по различным темам, принимал дипломатов и других иностранных гостей, много ездил по стране и несколько раз побывал за рубежом. По собственной инициативе и по поручению Гитлера Гесс часто выступал перед разного рода аудиториями с докладами, разъясняющими и оправдывающими политику национал-социалистов. Гесс выступал с речами по поводу возвращения Саара в состав Германии на Ратушной площади в Саарбрюккене, перед рабочими локомотивного завода Круппа в Эссене, перед крестьянами на имперском съезде крестьян в Госларе, на гамбургской верфи на церемонии торжественного спуска учебного корабля кригсмарине «Хорст Вессель», вместе с Герингом в Берлинском дворце спорта агитировал за четырёхлетний план. В своей речи 11 октября 1936 года на торжественном открытии зала имени Адольфа Гитлера в Хофе Рудольф Гесс, расставляя во время продовольственного кризиса в стране приоритеты экономического развития Германии и призывая каждого немца принести жертвы для вооружения, произнёс лозунг «Пушки вместо масла», ставший крылатым выражением — символом милитаристской политики государственной власти, озабоченной подготовкой к агрессии, а не благосостоянием народа:175:664:651. Гесс обращался к гражданам Германии по радио на Рождество и по случаю дня рождения фюрера:157—158.
Заместитель фюрера не был искусным или блистательным оратором, но относился к своим выступлениям со всей добросовестностью, как к любой другой своей обязанности. Геббельс в своём дневнике отмечал, что речи Гесса бледные и безжизненные, но претензий к их содержанию он не имел. В своих речах Гесс демонстрировал при этом великолепное владение всем репертуаром нацистской идеологии, пропаганды и демагогии и никак не ограничивал себя в выборе тем. Он признавался в своих расистских и антисемитских взглядах и маскировался сторонником мира и борцом за дружеское сближение народов. Он разглагольствовал о революции и социализме и стращал ужасами большевизма, от которого Европу спас Гитлер. Не блиставшие оригинальностью речи Гесса легко можно было бы спутать с выступлениями других, но им придавало значимость положение заместителя фюрера:158. Ни одна речь Рудольфа Гесса не обходилась без пропаганды культа фюрера, и в историю Гесс вошёл прежде всего как «герольд» Гитлера и «верховный жрец» его культа:61. Хвалу Гитлеру в своих публичных выступлениях возносили и другие соратники Гитлера, но Гесс всё-таки превосходил всех не только благодаря своему давнему и близкому знакомству с фюрером, но и соответствующей обстановке: он произносил свои славословия с почти церковной кафедры съездов НСДАП в Нюрнберге. Кадры этих выступлений публиковались в средствах массовой информации, а также были знакомы миллионам немцев благодаря фильмам Лени Рифеншталь:158. В 1938 году его речи были изданы отдельной книгой.

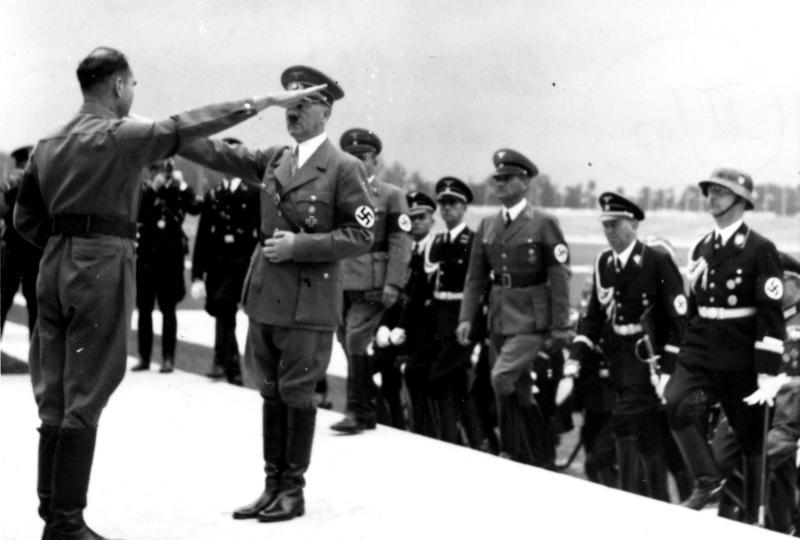
Гесс приветствует фюрера на открытии съезда НСДАП в 1935 году

С 1933 года Рудольф Гесс открывал проходившие с большой помпой ежегодные партийные съезды в Нюрнберге. В своём первом докладе на «съезде победы» 1933 года, несмотря на ликвидацию последней конкурирующей с НСДАП буржуазной партии НННП, Гесс объявил собравшихся делегатов съезда «самым современным народным представительством», а Германию — «самой современной демократией в мире». В заключение Гесс обратился к фюреру: «Мой Фюрер! Вы, как Вождь партии, были для нас гарантом победы! Когда другие колебались — Вы оставались стойким! Когда другие призывали к компромиссу — Вы оставались непреклонным! Когда другие теряли мужество — Вы внушали новое мужество! Когда другие уходили от нас — Вы решительней, чем когда-либо, сжимали древко знамени, пока это знамя, как знамя государства, не возвестило победу! И Вы снова несёте это знамя вперёд! Как Вождь нации, Вы для нас — гарант окончательной победы!». Такой тон выступлений Рудольф Гесс с его прямой выправкой и хмурым лицом сохранял и в последующие годы, на «съезде триумфа воли» 1934 года и вплоть до последнего «съезда Великой Германии» в 1938 году после аншлюса Австрии:171—172. На открытии съезда 1936 года, прошедшего под лозунгами антисоветизма и ненависти к евреям, Гесс открыто назвал НСДАП «партией антисемитизма и антибольшевизма» и обосновал необходимость модернизации вооружённых сил Германии военными планами еврейской плутократии и в особенности еврейского большевизма. Эту угрозу разжигания войны первым осознал, разумеется, фюрер, и Гесс славил Гитлера как «великого солдата», в котором в равной мере «воплотились Шарнхорст и Гнейзенау»:178—179.
На собраниях для более узкого круга партийного актива заместитель фюрера уже обращался к реальным проблемам: злоупотреблению служебным положением, падению нравов и алкоголизму. В мае 1934 года Гесс возмущался тем, что автомобили с государственными знаками и служебными штандартами напоказ часами стоят припаркованными на оживлённых площадях перед самыми дорогими ресторанами. В январе 1935 года Гесс призывал членов партии к честности при подаче налоговых деклараций. На съезде в сентябре 1935 года он подверг критическому разбору взаимоотношения, складывавшиеся между представителями партии и государства, выявил недостатки в отношениях партийных руководителей между собой и с рядовыми членами партии, угрожавшие нанести крупный урон имиджу НСДАП в глазах «товарищей из народа». Партийные руководители проявляли неуважение и агрессию в отношении государственных служащих, в особенности сотрудников полиции. Эти конфликты часто просачивались в прессу, которая озвучивала требования снять виновных с должностей. Во имя авторитета партии и государства Гесс требовал от партийцев проявлять больше рассудительности и прекратить любого рода публичную критику и объяснял: фюрер в руководстве нацией пользуется двумя руками — партийным и государственным аппаратами, и, следовательно, главенствующим принципом является их сотрудничество, а не противостояние. В ноябре 1935 года заместитель фюрера укорял своих однопартийцев за то, что они в служебной форме при передвижении на служебных автомобилях пренебрегают правилами дорожного движения и злоупотребляют звуковыми сигналами. Рудольф Гесс также считал неприемлемым для партийных работников в форме использовать как открытые, так и закрытые служебные автомобили в личных целях для прогулок с женщинами:75. Гесса волновали и другие аспекты жизни членов партии. На волне успеха Олимпиады 1936 года в Берлине спустя несколько недель после её окончания на закрытом заседании в Нюрнберге Гесс обратил внимание собравшегося партийного руководства на состояние их здоровья, ведь целый ряд партийных деятелей страдали ожирением. Заместитель фюрера не потребовал, чтобы все партийные лидеры сдали нормы на военно-спортивный значок штурмовых отрядов, но настоятельно рекомендовал им больше двигаться. Призывы к членам партии вести здоровый образ жизни, заниматься спортом, не курить и не злоупотреблять алкоголем принесли Гессу славу фанатичного приверженца здорового образа жизни. В отсутствие явной поддержки Гитлера эти идеи Гесса по сохранению чистоты партийных рядов новая национал-социалистическая элита в лучшем случае молчаливо пропускала мимо ушей, а то и едко высмеивала. По воспоминаниям Ильзы Гесс, супруг опасался открытого конфликта с фюрером по этому поводу и предпочитал выпустить гнев, нарезая на велосипеде круги в Английском саду и громко ругаясь вслух:75.

### Партийный контроль над государством
Роль заместителя фюрера не исчерпывалась символическим образом создания и формирования культа фюрера и верного пособника режима, подписывавшего национал-социалистические законы. Контрольные функции заместителя фюрера в государстве превратили его в одного из архитекторов гляйхшальтунга, слияния государства и партии. Закон об обеспечении единства партии и государства наделил рейхсминистра Рудольфа Гесса правом участвовать в законодательной деятельности всех имперских министерств, чтобы с санкции государства осуществлять идеологический контроль партии за деятельностью правительства. Вопросы мировоззрения, как заявлял Рудольф Гесс в своём проекте дополнения к закону об обеспечении единства партии и государства в мае 1934 года, влияют на все области законодательства, поэтому о любой законодательной инициативе заместитель фюрера должен знать в тот момент, когда материал, облекаемый в норму, находится на стадии плавки, а не застыл в форме:63—64. Полномочия заместителя фюрера в области законодательства подтвердил указ фюрера от 27 июля 1934 года. Сектор государственной службы в штабе заместителя фюрера возглавил Ганс фон Гельмс. Спустя год в своём распоряжении Гесс с удовлетворением подвёл первые итоги: утраченное влияние национал-социалистического движения на законодательную деятельность в Рейхе восстановлено, разработка законов в имперских министерствах производится под постоянным контролем соответствия национал-социалистическим идеям. Гесс обладал монопольным положением в партии по вопросам законодательной работы: ни одна другая партийная инстанция не имеет полномочий фюрера на участие в законодательном процессе в Рейхе:63—64.
Партийный контроль над законодательством на муниципальном уровне обеспечивался принятым 30 января 1935 года Уставом общин Германии, согласно которому заместитель фюрера наделялся правом назначения уполномоченных НСДАП, обеспечивавших избрание верных линии партии бургомистров, их заместителей и депутатов муниципальных собраний. По распоряжению Гесса совещания местных администраций проходили с привлечением политических руководителей НСДАП, уполномоченные НСДАП участвовали в принятии кадровых решений, чтобы в муниципальные органы власти проходили только «подходящие люди». Уполномоченные НСДАП знакомились с поступавшими заявлениями кандидатов и выдвигали три идейно безупречных кандидатуры, причём на должность бургомистра им следовало предлагать только национал-социалистов:65.
Третьим направлением деятельности заместителя фюрера в области государственного строительства было участие в назначении и продвижении по службе государственных чиновников с целью преодоления инерции традиционно крепкой бюрократии. Назначению на должность государственного служащего высшего уровня в обязательном порядке предшествовало собеседование у заместителя фюрера для того, чтобы назначаемый гражданин безоговорочно поддерживал национал-социалистическое государство, а партийных руководителей обязали составлять соответствующие характеристики на кадры:73. Указом фюрера от 24 сентября 1935 года Гесс был уполномочен участвовать в назначении всех государственных служащих, которых назначает лично фюрер, то есть, получил право участия и вето в кадровых решениях в государственном аппарате за исключением вермахта по назначению на должности выше уровня крейсляйтера и увольнению с них:68. Руководитель 3-го отдела по государственным делам штаба заместителя фюрера Вальтер Зоммер в мае 1936 года в «Газете германских юристов» писал: «Начиная с учителя средней школы и участкового судьи ни один чиновник в Германии не получает назначения на должность и повышения по службе без предоставления анкетных данных заместителю фюрера»:66:73.
Представительские функции съедали значительную часть времени заместителя фюрера, стоявшего во главе широко разветвлённого партийного аппарата, насчитывавшего десятки тысяч человек, которых он должен был направлять, мобилизировать и дисциплинировать. При всей своей работоспособности и педантичности Гесс не мог справиться с удвоенным объёмом работы. При заместителе фюрера был сформирован штаб, который с начала июля 1933 года возглавил честолюбивый и хорошо зарекомендовавший себя по работе в мюнхенской штаб-квартире Мартин Борман, взявший на себя весь штабной документооборот. В отличие от Роберта Лея, занявшего восстановленный пост руководителя имперской организации НСДАП в подчинении заместителя фюрера, Борман за все восемь лет совместной работы с Гессом ни разу не вступил со своим начальником в конфликт по поводу компетенций. Гесс оставлял за начальником своего штаба свободу действий и доверял ему, как Гитлер доверял Гессу. Борман и Гесс не стали близкими друзьями, тем не менее, в 1931 году супруги Гессы стали крёстными детям Мартина и Герды Борманов:97. Рудольф Гесс проявлял заботу о всех сотрудниках своего штаба и поддерживал их продвижение по службе и повышение их доходов. Подчинённые Гесса получали комфортабельное жильё в домах с красивыми садами и бассейнами в новом жилом посёлке в Пуллахе в долине Изара под Мюнхеном:200. В ведомстве Гесса помимо личных бюро Гесса и Бормана и штаба адъютантов было сформировано два основных департамента: по внутренним делам партии под руководством Гельмута Фридрихса и по государственным делам с Вальтером Зоммером во главе:147:80. На 15 октября 1936 года по документам имперского министерства финансов штат ведомства Гесса включая работавших на общественных началах составлял 52 человека. Ещё 120 человек работало в подчинённых ведомству организациях:77:79. Рудольф Гесс, за считанные годы с 1933 года сумевший в обстановке затяжных интриг и вражды выковать себе мощную империю, практически не уступавшую мощи Геринга или Гиммлера, не мог быть слабым партийным функционером, полагавшимся исключительно на милость Гитлера, и его пассивным пособником:76—77.

### Антисемитизм
Ещё до принятия Нюрнбергских расовых законов Рудольф Гесс последовательно призывал членов партии в соответствии с национал-социалистической антисемитской идеологией проводить политику бойкота евреев в Германии, создания для них препятствий в получении образования и профессиональной деятельности, преследования и изоляции. Партийным постановлением от 11 апреля 1935 года членам НСДАП запрещались «личные сношения» с евреями, а нарушение запрета грозило разбирательством в партийном суде и исключением из партии. Членов партии обязали вести просветительскую работу о «еврейской раковой язве», но не предпринимать в отношении евреев актов индивидуального террора, которые бы помешали фюреру противостоять «еврейской пропаганде»:216.
На каждом съезде НСДАП Гесс в своих выступлениях обязательно останавливался на вопросах актуальной стратегии и тактики преследования и травли евреев. В своей заключительной речи на съезде 1935 года, принявшем Нюрнбергские расовые законы, Гесс подчеркнул их значение, отметив, что эти «фундаментальные законы о евреях» сохранят своё действие на тысячелетия. Спустя год Гесс обвинил евреев в разжигании Гражданской войны в Испании. В 1937 году Гесс успокаивал часть партаппарата, недовольного отсутствием новых драконовских законов против евреев, объявив об увольнении евреев из представительств германских компаний за рубежом, что по его информации уже позитивно сказалось на результатах предпринимательской деятельности. Затем Гесс взялся поносить международное еврейство, обозвал советского министра иностранных дел «отвратительным евреем» и «большевистским евреем во фраке», а затем похвалил решение Гитлера и Муссолини поддержать Франко в Испании, ведь без интервенции германских и итальянских легионеров «еврейско-азиатское варварство» воцарилось бы в признанных «центрах культуры». Главным борцом с евреями Гесс считал Гитлера: «Еврей … победил бы в игре, не будь фюрера». Только фюрер, по его мнению, освобождал путь к победе добра в человеке, начал обновление высшей человеческой расы. В 1938 году на «съезде Великой Германии» Гесс высоко оценил результаты генерального наступления на экономические основы евреев в Германии под началом Геринга. 10 ноября, на следующий день после организованных погромов Хрустальной ночи, в присутствии фюрера состоялась церемония крестин сына Гессов Вольфа Рюдигера:218.
Мюнхенский штаб заместителя фюрера почти безостановочно выпускал директивы о действиях против евреев, которых сначала ограничивали в правах собственности, а затем просто систематически грабили, лишали основных прав и условий для жизни. Циркуляры штаба заместителя фюрера разъясняли местным организациям причины и инструктировали о деталях всех антисемитских мероприятий. В распоряжении 1935 года Гесс извещал партийных работников, что все принятые меры являются временными и обусловлены политической и экономической ситуацией и в будущем подлежат только ужесточению:221.

### Вторая мировая война
Рудольф Гесс не присутствовал на совещаниях Гитлера с военными и дипломатами, где обсуждались срок начала войны, её исходные условия и развёртывание вермахта у границы с Польшей. Фюрер предпочитал не посвящать в планы предстоящей войны лиц, непосредственно не связанных с её подготовкой, из соображений конфиденциальности. Специальное подразделение в ведомстве заместителя фюрера разработало и координировало планы мобилизации в партии на день икс начала войны, тем самым у партии было время для перехода на военное положение.
1 сентября 1939 года Гитлер в рейхстаге объявил о назначении Германа Геринга своим преемником в случае, если с ним что-то произойдёт, а если затем Геринг не сможет исполнять обязанности фюрера, то его заменит Гесс. Назначение Геринга преемником не вызвало удивления, а выдвижение Гесса преемником в малореальных обстоятельствах имело пропагандистскую цель повысить роль НСДАП, ведь в военное время всё внимание будет сосредоточено на вермахте и его командирах. В первые дни войны Рудольф Гесс подал прошение Гитлеру о зачислении на действительную службу офицером люфтваффе, хотя не мог не предвидеть, что получит бронь: он был необходим партии на «внутреннем фронте» и незаменим для фюрера. Кроме того, Гитлер издал запрет на полёты Гесса сроком на один год. Штаб заместителя фюрера, штат которого достиг на этот момент более 450 человек, также не подвергся сокращениям. 18 сентября 1939 года Гесс издал партийное постановление, уточнившее первоочередные задачи партийных функционеров и рядовых членов партии в новых военных условиях. Комплекс задач, изложенных в 20 пунктах документа, начинался с наблюдения за настроениями в народе и заканчивался обеспечением снабжения населения труднодоступных районов товарами повседневного спроса. Милитаризированная Германия испытывала дефицит рабочей силы, партийцев приходилось перебрасывать на самые сложные участки работы. Штаб заместителя фюрера дал разрешение предприятиям военной отрасли в случае острой необходимости привлекать на работу освобождённых партийных работников. Членов НСДАП обязали работать на селе на сборе урожая. Соотношение целей и средств в партии приобрело критический характер: члены партии, влиятельные члены общества, призванные осуществлять священные задачи во имя нации, часто превращались в своего рода аварийную службу, дешёвую рабочую силу для государственных нужд. С высоты своей должности Гесс не мог не замечать негативных тенденций, но вслед за Гитлером завяз в волюнтаристских догмах и был твёрдо убеждён, что для высшей расы «непреодолимых трудностей» не существует.

## «Миссия Гесса»

### Подготовка
Гитлер считал союзнические отношения с Великобританией первостепенной задачей своей внешней политики и готов был заключить договор на следующих условиях: во-первых, Германия и Великобритания во избежание дальнейших конфликтов разделят сферы влияния: Германия займёт господствующее положение в Европе, Британская империя лишится статуса европейской державы, но продолжит править в остальной части мира. Вторым условием должен был стать возврат германских колоний. В расовой теории Гитлера британцы признавались родственным «арийским» народом и естественным союзником Германии. Гесс, восхищавшийся Британской империей и испытывавший «почти патологическое неприятие азиатско-большевистского мировоззрения»:94, полностью разделял позицию фюрера и мечтал добиться понимания в Лондоне. Летом 1939 года между профашистскими кругами в Великобритании и дипломатическими представителями нацистской Германии прошли закулисные переговоры, закончившиеся безрезультатно. Соглашение между Германией и Великобританией против СССР не состоялось, поскольку Великобритания не соглашалась полностью отказаться от своих интересов в Европе и поделиться колониями:164:81—82. Несмотря на победное шествие вермахта по Европе в начале Второй мировой войны Рудольф Гесс не оставлял надежд перевести направление военных действий с потенциального союзника Великобритании на большевистскую Россию:109. Гесс вплотную занялся этим «делом исторической важности» весной 1940 года, предварительно удостоверившись, что позиция фюрера по вопросу британо-германских отношений не изменилась. Успех Гесса на поприще мира с Великобританией несомненно укрепил бы его пошатнувшиеся позиции в верхушке нацистской Германии:232.
Для организации мирных переговоров Гесс планировал установить контакты с прогерманскими кругами в Великобритании через генерала Хаусхофера и его сына Альбрехта, дипломата в ведомстве Риббентропа, активно работавшего в довоенные годы в Великобритании над установлением британо-германского «взаимопонимания». Карл Хаусхофер предложил Гессу возможность выйти на короля Георга VI через генерала Яна Гамильтона, либо через шотландского аристократа, военного лётчика герцога Гамильтона. Альбрехт Хаусхофер, несмотря на некоторый скепсис по поводу всего авантюрного предприятия, посчитал подходящими кандидатуры посла в Венгрии Оуэна О’Мэлли, в Испании — Сэмюэля Хора, в США — лорда Лотиана:185 и в самой Великобритании — герцога Гамильтона, тесно связанного с домом Виндзоров родственными связями. Альфред Хаусхофер был знаком с Гамильтоном со времён Олимпийских игр 1936 года в Берлине. Гесс решил действовать через Гамильтона и попросил Альбрехта Хаусхофера подготовить соответствующее послание своему другу с предложением секретной встречи в нейтральном Лиссабоне или другом месте по выбору в Великобритании и просьбой отправить ответ на лиссабонский адрес компании Minero Silricola Ltd.. Это письмо для Гамильтона было отправлено 23 сентября 1940 года на имя проживавшей в Кембридже старинной знакомой Хаусхоферов Вайолет Робертс, которую должна была передать его герцогу. Сначала письмо по каналам Зарубежной организации НСДАП через Альфреда Гесса было доставлено в Лиссабон, а оттуда через систему почтовых ящиков и двойных конвертов подпольной почтовой службы Thomas Cook оно было переправлено в Великобританию. 2 ноября 1940 года подозрительное письмо, подписанное неким «д-ром А. Х.» из «Б.», было перехвачено цензором на Центральном почтамте и передано по инстанциям выше в Форин-офис и MI5. Герцога Гамильтона уведомили о существовании этого письма только в середине марта 1941 года на встрече с представителем британской разведки в министерстве ВВС:124—125. Британская разведка затем предложила герцогу встретиться с отправителем письма в Лиссабоне, но тот потребовал для себя прочных гарантий, чтобы не оказаться использованным в шпионской игре вслепую, и эту операцию в MI5 предпочли свернуть:153. Что в действительности происходило с письмом Гамильтону с ноября 1940 по март 1941 года доподлинно неизвестно: то ли разведка не увидела в нём поначалу перспектив для оперативной разработки, то ли по халатности оно затерялось среди других документов, то ли с его отправителем от имени герцога Гамильтона действительно велась переписка в разведывательных целях. Само письмо в настоящее время считается утраченным.
Рудольф Гесс приступил к подготовке своей миссии мира в обстановке полной секретности, которую ему обеспечивало его высокое положение в нацистской Германии. Заместитель фюрера пользовался неограниченным доверием, находился вне подозрений и мог требовать абсолютной конфиденциальности в отношении своих особых поручений. К месту секретной встречи с герцогом Гамильтоном Гесс планировал прибыть на самолёте. В конце осени 1940 года договорился с Вилли Мессершмиттом о своём участии в испытаниях новых истребителей, получил доступ к новому Me 110 и приступил к испытательным, а для него — тренировочным полётам с заводского аэродрома Хаунштеттен под Аугсбургом. Для полёта в Шотландию запаса топлива в баках стандартного Me 110 не хватало, поэтому на самолёт Гесса установили два дополнительных съёмных топливных бака. Me 110 предназначался для пилотирования двумя лётчиками, поэтому самолёт Гесса оборудовали радиокомпасом, а он специально обучился пеленгации у заводского радиоэксперта. Сославшись на Гитлера, Гесс ловко добыл у личного пилота Гитлера капитана Ганса Баура необходимые для полёта авиационные карты с указанием так называемых «зон молчания» — времени безопасного полёта над каждым районом. По вечерам в своём кабинете Гесс, по словам его камердинера Зеппа Платцера, тайком развешивал на стенах склеенные вместе листы карт и изучал возможные маршруты для своего полёта. На приёме у гауляйтера Южного Ганновера-Брауншвейга Хартмана Лаутербахера Гесс расспросил присутствовавших генералов и адмиралов о системе береговой обороны на Северном море:136. Гесс ежедневно получал сводку погодных условий в Северном море и в Шотландии из погодной службы при штабе главнокомандующего люфтваффе под Потсдамом.
Гесс подготовил прощальное письмо Гитлеру, которое на следующий день после его вылета из Германии должен был доставить фюреру его адъютант. Несохранившееся послание на 14 страницах начиналось словами: «Мой Фюрер, если Вы получили это письмо, я нахожусь в Англии». Гесс прежде всего указал, что действует по собственной воле без ведома или разрешения Гитлера, а затем детально описывал техническую подготовку своей миссии и её мотивы. Из пространного и по-оккультистски загадочного объяснения следовало, что Гессом руководила не идея бегства, малодушие или слабость, а само развитие событий войны, из которого он более не видел ясного выхода. Война между братскими германскими народами уничтожает как в Англии, так и в Германии «лучший материал» и победителем из этого может выйти «мировой большевизм». Все попытки создать германо-британский альянс средствами традиционной дипломатии провалились, поэтому коалиции можно добиться только «чрезвычайной личной инициативой индивидуума». По происхождению и воспитанию в Египте Гессу знакомы категории британского мышления, а благодаря «установленным личным контактам с известными английскими лицами» Гесс осознал, что он и является тем «индивидуумом». Поэтому Гесс предпримет серьёзную попытку завершить войну в результате переговоров. Гесс ни слова не сказал Гитлеру об этом своём намерении, потому что точно знал, что он ему запретит. Но во время их последней встречи в Берлине 4 мая после речи Гитлера в рейхстаге он задал Гитлеру чёткий вопрос и убедился, что тот как и прежде в глубине своего сердца склоняется к германо-английскому соглашению. Поэтому в Англии Гесс особенно подчеркнёт, что его акцию не следует расценивать как проявления германской слабости, он наоборот со всей убедительностью обратит внимание на огромную военную мощь своей страны, которой не требуется просить мира:191.
10 мая 1941 года было выбрано Гессом для полёта в Шотландию не случайно, а в соответствии с гороскопом. Популярная в Мюнхене астролог Мария Нагенгаст в марте 1941 года получила письмо из канцелярии заместителя фюрера с просьбой назвать дату, удачную для весенней поездки за границу. По её расчётам это было 10 мая, этот же день ещё в январе указал в своём астрологическом прогнозе доверенный сотрудник Гесса Эрнст Шульте Штратхаус, ученик мюнхенского парапсихолога Альберта фон Шренк-Нотцинга:170:184. До 10 мая 1941 года Гесс дважды неудачно пытался вылететь в Шотландию зимой 1940—1941 года. Первый раз он вернулся на аэродром спустя семь минут, вероятно, из-за технических неисправностей, второй раз он передумал всего через несколько минут после того, как запустил мотор. Ещё перед первым вылетом Гесс на аэродроме передал адъютантам конверт, который им следовало вскрыть только в том случае, если он не вернётся в течение двадцати минут. Адъютанты решили, что патрон собрался бежать, и вскрыли пакет сразу после того, как самолёт Гесса оторвался от земли. Внутри находился второй конверт, адресованный лично фюреру с пометкой «очень срочно». Так адъютанты Гесса оказались в курсе его плана, но он обязал их хранить молчание. В остальном Гесс никак не выдал своих секретных планов. Он продолжал заниматься своими обычными делами: проводил совещания с партийными руководителями, принимал зарубежные делегации. 4 мая 1941 года Рудольф Гесс занимал место рядом с фюрером на трибуне «великогерманского рейхстага» и, как обычно, по поручению Гитлера выступил с отчётным докладом по итогам недавно завершённой операции на Балканах. Встреча в берлинской Кролль-опере фюрера и его некогда личного секретаря, которого он восемь лет назад назначил своим заместителем, оказалась для них последней.
Пока Гесс вёл тайную подготовку своей миссии, то ли на свой страх и риск, безнадёжно ожидая ответа от герцога, то ли в контакте с псевдо-Гамильтоном от британской разведки, политическая и военная ситуация стала меняться. Великобритания подвергалась варварским бомбардировкам, что объективно снижало шансы на успех тайной миссии Гесса. Не обладая глубокими знаниями о Великобритании, он ошибался в своей оценке как соотношения сил противников, так и интересов высшего политического руководства Великобритании. В его представлении в Великобритании существовали мощные политические силы, которые могли принудить Черчилля к миру. Тем временем Гитлер отказался от вторжения в Великобританию и обратил свои взоры на СССР. Официально Гесс не имел допуска к информации по операции «Барбаросса», но, читая поступавшие ему сводки информации СД, не мог не догадываться о том, что Германия готовится к операции на востоке. Возможно, Гесс решил, что его миссия мира должна состояться до её начала, чтобы предотвратить опасную для Германии войну на два фронта и убедить британцев вступить в войну против Советов. Увлечённый своей высокой миссией, Гесс некритично относился к любой поступавшей ему информации, толкуя её в пользу своей миссии. Рудольф Гесс был лётчиком, а не дипломатом, поэтому он полностью сконцентрировался на захватывающей для него технической стороне своей миссии и не задумывался над её содержанием. У него не было концепции ведения переговоров с британцами, возможно, в силу своей наивности или неопытности в дипломатии, но верный заместитель фюрера и не мог проявить инициативу и предложить британцам другую повестку для переговоров, не утверждённую Гитлером. В плену своих иллюзий Гесс-лётчик предусмотрел, что по приземлении его могут как врага расстрелять на месте без суда и следствия, и решил лететь в форме капитана люфтваффе, надеясь на почтительное отношение британцев к офицерам. А Гесс-миротворец даже не подозревал, что по прибытии в Шотландию он попадёт в военный плен, а не за стол переговоров на высшем уровне. 10 мая 1941 года стало переломным моментом в жизни Рудольфа Гесса, этот день стал последним в его карьере. Вопреки собственным ожиданиям его роль активного политика была исчерпана. Из субъекта он превратился в объект исторических процессов. С этого момента не он делал политику, а им делали политику, хотя и в очень ограниченном объёме. В Шотландии Гесс начал новый этап жизни заключённого, который он провёл сначала в ожидании, затем на скамье подсудимых и впоследствии в спецтюрьме:268.

### Перелёт 10 мая 1941 года
10 мая 1941 года Рудольф Гесс получил погодную сводку люфтваффе, обещавшую плотный слой облаков на высоте 500 метров над Северным морем, и в 17:45 по местному времени вылетел из Хаунштеттена на своём Me 110 с позывным VJ+0Q и заводским номером 3069. Четыре носовых пулемёта не были заряжены. Гесс был одет в серо-голубой мундир гауптмана люфтваффе и коричневый кожаный лётный комбинезон:161 и имел при себе запас денег, набор гигиенических принадлежностей, фонарь, карты и схемы местности и 28 различных медицинских препаратов, включая гомеопатические. Сначала Гесс летел в направлении Бонна, ориентируясь по объектам на земле. Его радиокомпас был настроен на сигнал люфтваффе из Парижа и радиостанцию под германским контролем в датском Калуннборге:3. Достигнув побережья у Харлингена, Гесс повернул на северо-восток вдоль нидерландских Фризских островов, а затем летел над Северным морем в северо-западном направлении. Затем он взял курс на запад к пункту назначения Дангавел-хаусу, расположенному южнее Глазго. В 20:58 Рудольф направил самолёт к побережью Северо-Восточной Англии. Достигнув его до заката, он обнаружил, что вопреки прогнозам небо оказалось безоблачным и был вынужден повернуть назад в восточном направлении и вёл самолёт зигзагами в ожидании наступления темноты, затем повернул на запад и вышел на побережье Нортамберленда к югу от Холи-Айленд. В 22:08 радарная станция Chain Home близ Ньюкасла засекла воздушное судно и передала информацию руководству. Вскоре несколько других станций также опознали нарушителя.

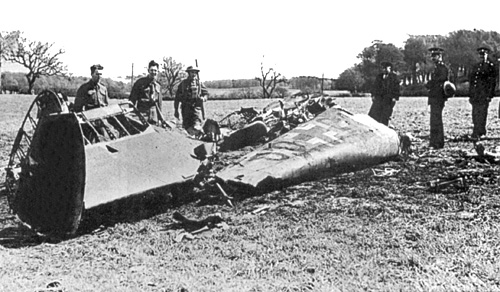
Обломки самолёта Гесса

Находившиеся в воздухе два «Спитфайра» были направлены на перехват, но не обнаружили Гесса, в 22:20 за ним был послан ещё один истребитель, также не заметивший самолёт. К тому времени он опустился на 15-метровую высоту и двигался на высокой скорости в направлении Шотландии, попав в поле зрения нескольких станций гражданской обороны. 
Обнаружить поместье герцога Гамильтона Дангавел-хаус, при котором имелась небольшая взлётно-посадочная полоса, Гессу не удавалось. Прокружив с 22:45 до 23:09 над участком между западным побережьем Шотландии у Вест-Килбриджа и ведущей в Дангавел железнодорожной линией у Килмарнока, Гесс, никогда не прыгавший с парашютом, решил рискнуть. Он поднял самолёт на безопасную высоту в 2000 м, выключил зажигание моторов и выпрыгнул из кабины, сильно ударившись при этом лодыжкой о хвост самолёта. От боли он опять лишился сознания и очнулся только после приземления на лугу фермы к северу от деревни Иглшем:175—176.
Приземлившегося парашютиста задержал работник местной фермы Дэвид Маклин, вызвавший на подмогу военных. Гесс заявил Маклину, что прибыл на встречу с герцогом Гамильтоном, и попросил доставить его к нему. Через полчаса первым к месту приземления Гесса прибыл лейтенант Кларк из 3-го батальона гражданской самообороны Ренфрушира. Вместе с капитаном Флинтом из 12-го дивизиона ПВО и констеблем Уильямсоном он наблюдал крушение самолёта Ме 110 в боннитонском болоте и сразу приступил к прочёсыванию близлежащих крестьянских дворов. Кларк произвёл арест лётчика и доставил его в штаб гражданской самообороны в Гифноке. Командир батальона сообщил о пойманном парашютисте в офицерском звании в ближайшее подразделение регулярной армии — Аргайл-Сатерлендский хайлендский полк. В ожидании военного конвоя для арестованного ополченцы без соблюдения каких-либо правил провели первый допрос, сопровождавшийся по словам выступившего переводчиком сотрудника польского консульства в Глазго Романа Баттальи оскорблениями и произвольным личным досмотром. Гесс изначально назвался капитаном Альбрехтом Горном, но вскоре один из ополченцев заметил, что арестованный как две капли воды похож на Рудольфа Гесса. Хотя Гесс и не признался, командир батальона указал в своём рапорте, что арестованный — не рядовой лётчик. Прибывший за Гессом эскорт под командованием майора Барри доставил Гесса в Мэрихиллские казармы в Глазго, где его травму наконец осмотрел военный врач:372—374.

### Встреча с Гамильтоном
На следующее утро из своего поместья Дангейвел Хаус (Dungavel House) прибыл Дуглас Гамильтон. Гесс сообщил ему, что прибыл для того, чтобы договориться о мире между Британией и Германией. Гесс добавил, что немцы и англичане — близкие по крови народы и им обоим следует объединиться для борьбы против большевистской России. Предложение Гесса привело Гамильтона в недоумение и Гесс был арестован.

### Последствия в Германии
Партайгеноссе Гессу, которому по причине прогрессирующей в течение нескольких лет болезни фюрер строжайше запретил продолжать лётную деятельность, вопреки данному приказу в последнее время удалось завладеть самолётом. В субботу, 10 мая около 18 часов из Аугсбурга партайгеноссе Гесс также отправился в полёт, из которого до сегодняшнего дня не вернулся. Оставленное им письмо в своей сбивчивости, к сожалению, демонстрирует следы душевного расстройства, которое заставляет опасаться, что партайгеноссе Гесс стал жертвой бредовых идей […]. В этих обстоятельствах национал-социалистическое движение, к сожалению, не может исключить, что партайгеноссе Гесс в этом полёте разбился при падении и погиб в результате несчастного случая:185.
Адъютант Гесса Карл Хайнц Пинч доставил его прощальное письмо фюреру в Бергхоф в середине дня 11 мая 1941 года. В реакции Гитлера на письмо Гесса исследователи обычно ищут ответ на вопросы: отправился ли Гесс в Великобританию по поручению Гитлера, с его ведома или Гитлер не догадывался о миротворческих планах Гесса. После войны свидетелей этой сцены в Бергхофе оказалось удивительно много. В воспоминаниях большинства свидетелей, предположительно находившихся в Бергхофе 11 мая 1941 года, бледный как мел Гитлер от удивления и растерянности упал на стул со словами: «Боже, боже! Он перелетел туда!» и даже издал «нечленораздельный, почти звериный вопль»:230. Оправившись от потрясения, Гитлер вызвал к себе рейхсмаршала Геринга:190. Борман уже находился в Берхтесгадене, Гиммлер и Риббентроп прибыли вечером 11 мая. Первостепенной задачей было предотвратить распространение информации об исчезновении заместителя фюрера, чтобы выиграть время. Адъютанта Пинча арестовали на месте, Гиммлер допросил его с целью выявить круг других осведомлённых лиц. Аресту подверглись посвящённые в техническую сторону миссии адъютанты Альфред Лейтген и Гюнтер Зороф, затем Альфред Гесс и несколько сотрудников штаба заместителя фюрера. По обвинению в укрывательстве преступления после 12 мая было задержано в общей сложности около десятка человек.
Вечером того же дня в присутствии Удета, Геринга, Риббентропа, Бормана и Боденшаца, Гитлер заговорил о том, чего боялся больше всего: попавшего в руки Черчиллю Гесса опоят и заставят выступить по радио с предложением мира с Великобританией, что внесёт раздор между Германией и её союзниками. Рим заподозрит Германию в ведении сепаратных мирных переговоров с Великобританией, отношения с японцами, которым как раз намекнули напасть на британский Сингапур, также подвергнутся угрозе. Риббентропа незамедлительно отправили с визитом «доброй воли» в Рим объясняться со скептически настроенными Муссолини и Чиано:196. Голос Рудольфа Гесса, хорошо знакомый всей Германии по рождественским обращениям, встанет на службу враждебной агитации, поэтому Гесса следует незамедлительно объявить сумасшедшим. Менее чем за шесть недель до нападения на СССР Черчиллю достался источник важнейшей секретной информации, которой Великобритания могла бы воспользоваться для налаживания контактов с Советским Союзом и тем самым лишить операцию «Барбаросса» эффекта внезапности. Гитлер поручил Главному управлению имперской безопасности выяснить степень осведомлённости Гесса о планах стратегического и оперативного планирования военных действий на востоке. Присутствовавшие на совещаниях у Гитлера лётчики сошлись во мнении, что с большой вероятностью Гесс не достиг цели: либо его сбили при подлёте, либо он разбился при посадке в темноте:194. Пока британцы хранили молчание, Гитлеру следовало действовать на опережение и дистанцироваться от миссии Гесса.
Официальное сообщение НСДАП о Рудольфе Гессе, причём без указания его высокой должности, было зачитано 12 мая около 22:00 по Великогерманскому радио и наутро опубликовано на первых страницах газет. Из него следовало, что Гесс вылетел на самолёте в неизвестном направлении, что у него психическое расстройство и галлюцинации, которыми он, оказывается, страдал уже в течение нескольких лет, а кроме того, руководство страны предполагало, что в этом полёте Рудольф Гесс погиб:141. Общественность Германии восприняла известие о внезапном безумии заместителя фюрера с недоверием, ведь ещё три недели назад он выступал по радио с традиционной поздравительной речью по случаю дня рождения фюрера, а 1 мая Гесс призывал рабочих завода Messerschmitt в Аугсбурге повысить производительность труда в военном производстве и не вызвал никаких сомнений в своём душевном здоровье. Официальное радиосообщение больно ударило по престижу партии: оказывается, у руля партии Гитлера замещал душевнобольной человек. Глубоко потрясённые рядовые члены партии поначалу даже предположили, что сообщение является неким хитрым ходом Гитлера, а когда это не подтвердилось, испытали потрясение, впали в уныние и сочувствовали фюреру, переживавшему очередной суровый удар судьбы. Информационный голод так и не был удовлетворён, и народ в Германии стал ловить «вражеские голоса»:284, в частности Би-би-си:287. Подпольная Коммунистическая партия Германии распространяла листовку с заголовком: «Германией правят безумцы! О бегстве Рудольфа Гесса»:287. В стране поползли слухи о том, что на самом деле заместитель фюрера совершил самоубийство, что он находился в оппозиции Гитлеру и выступал против якобы готовившихся планов нападения на СССР. Утверждали также, что Гесс то ли намеревался улететь к родителям в Египет, то ли направлялся в Россию:470. Разговоры о полёте Гесса в народе нередко переходили к обсуждению перспектив окончания войны. В народе шёпотом рассказывали анекдоты о сумасшедшем Гессе, ему дали шуточное звание рейхсэмигрантенфюрера — «имперского руководителя по вопросам эмигрантов», а Аугсбург, откуда поднялся в воздух самолёт Гесса, окрестили «городом неожиданного подъёма».
13 мая в Бергхофе состоялось заседание партийного руководства НСДАП, на котором было зачитано письмо Гесса. Гитлер обвинил Гесса в несоблюдении субординации и предательстве и назвал этот день одним из самых чёрных в своей политической жизни. Заместитель фюрера покинул своё место в час принятия самых важных решений ради романтической идеи самостоятельного участия в политике, что является беспримерным нарушением доверия и дисциплины. Ярость Гитлера не знала границ, в кругу своих приближённых он заявил: «Этот человек для меня мёртв, и он будет повешен там, где мы его схватим»:198:233. Во втором заявлении для прессы от 13 мая сообщалось о невменяемости Гесса. Длительное время заместитель фюрера якобы «испытывал физические страдания» и прибегал к самым разнообразным средствам и услугам магнетизёров и астрологов, а его поведение можно объяснить только бредовым расстройством. Привыкший атаковать Геббельс впервые вынужденно перешёл в оборону на пропагандистском фронте и по согласованию с Гитлером ограничился этими двумя официальными сообщениями в надежде, что в отсутствие информации внимание общественности к этому «проклятому делу Гесса» постепенно сойдёт на нет:285 По поступавшим Геббельсу сводкам СД это удавалось с переменным успехом, таинственный побег Гесса потерял актуальность в Германии только с началом войны с Советским Союзом.
Германии предстояло стереть Рудольфа Гесса из памяти. Десятки тысяч партийных агитаторов по итогам партсобрания в Бергхофе буквально «пошли в народ», чтобы разъяснить отношение НСДАП к поступку бывшего заместителя фюрера, снять напряжённость в обществе и минимизировать ущерб престижу партии:470. Улицы и площади немецких городов, носившие его имя, были переименованы. Имени Рудольфа Гесса лишились больницы холистической медицины. Антропософические школы Рудольфа Штейнера, которым покровительствовал Гесс, закрыли. В изданиях национал-социалистической литературы вымарали имя Рудольфа Гесса, в новых изданиях «Майн кампф» партиец первого часа Рудольф Гесс не упоминался. Портреты заместителя фюрера бесследно исчезли из кабинетов партийных работников. 12 мая согласно указу Гитлера штаб заместителя фюрера был переименован в партийную канцелярию, лично подчинявшуюся фюреру:295:150. Её начальником остался вскоре наделённый полномочиями рейхсминистра личный секретарь Гитлера Мартин Борман. Вместе с Гейдрихом и Гиммлером Борман позаботился о том, чтобы имя Рудольфа Гесса было предано забвению, его ближайшие сотрудники подверглись систематическому преследованию и тюремному заключению, а его семья — разнообразным издевательствам:199—200. В ночь с 9 на 10 июня 1941 года в ходе совместной акции Бормана и шефа гестапо Генриха Мюллера были арестованы все астрологи, ясновидящие, магнитопаты и прочие шарлатаны от медицины и обскуранты от философии, на альтернативную науку был наложен полный запрет. Мартин Борман предлагал конфисковать у Гессов дом в Харлахинге, дал новые имена своим детям Рудольфу и Ильзе и выбрал для них новых крёстных. Чтобы окончательно разрушить имидж Гесса в партии, Борман обвинял его в комплексах неполноценности и импотенции, намекал на супружескую неверность Ильзы Гесс и подозревал, что Рудольф Гесс не является биологическим отцом Вольфа Рюдигера:202:232.
Бывший сотрудник британской Секретной службы Эдвард Кукридж утверждал, что нацисты планировали покушение на Гесса

### Международная реакция
Премьер-министр Великобритании Уинстон Черчилль узнал о прибытии в страну Рудольфа Гесса вечером 11 мая за просмотром фильма братьев Маркс, поначалу счёл эту информацию фантастической и невозмутимо предпочёл досмотреть комедию:31.
Гесс располагал подробными сведениями о подготовке нападения Германии на СССР и благодаря сведениям, полученным от него на допросах, через несколько дней Иден послал официальное предупреждение Сталину, что в середине июня произойдет нападение Германии на СССР.
12 мая, спустя всего 80 минут после первого официального сообщения НСДАП, британский министр информации Дафф Купер лично подтвердил журналистам информацию о прибытии Гесса в Великобританию: Рудольф Гесс приземлился на парашюте в Шотландии и находится в военном госпитале под Глазго, к нему направлен чиновник министерства иностранных дел. Черчилль таким образом пытался не дать США повода подозревать, что его правительство ожидало такого развития событий и придавало политическое значение инциденту:266. Он планировал использовать сенсационное появление «высокопоставленного и важного нацистского лидера» в Великобритании в пропагандистских целях, чтобы призвать нацию к стойкости. Тем не менее, ни Би-би-си, ни редакции информационных листовок, сбрасываемых над Германией, не получили соответствующего разрешения. Иден, Кадоган и Бивербрук с большим трудом убедили Черчилля отказаться от широкомасштабного публицистического и пропагандистского наступления на Германию, чтобы получить позиционный выигрыш в международной политике. По их мнению, угроза заключения британо-германского соглашения должна была заставить США активнее включиться в войну, а Советский Союз — отказаться от новых пактов с Германией и перейти на сторону Великобритании:6.
Краткость и сдержанность официальной информации о мотивах полёта Гесса подстегнули любопытство и породили теории о заговоре. В британском обществе быстро расползались слухи сначала о том, что Гесс прибыл в Великобританию, чтобы самолично убить Черчилля при встрече, затем в полёте Гесса заподозрили коварный супершпионский трюк с целью подготовки высадки германских парашютистов на острове:386. Позднее распространилась версия, опасно близкая к действительным мотивам полёта Гесса: высокопоставленный нацист прилетел в Шотландию договариваться о мире, и заманила его туда британская разведка, решившая таким образом отомстить за арест своих сотрудников майора Беста и капитана Стивенса в Венло на голландско-германской границе в 1939 году:216. После перевода Гесса в лондонский Тауэр британские газеты раструбили о готовности Черчилля лично встретиться с пленным:226. В Ливерпуле прошли демонстрации за мир, газета Daily Herald открыто заявила, что Великобритания может проиграть войну. В прессе сообщали об активизации довоенных сторонников умиротворения Германии и разногласиях в кабинете Черчилля:244.

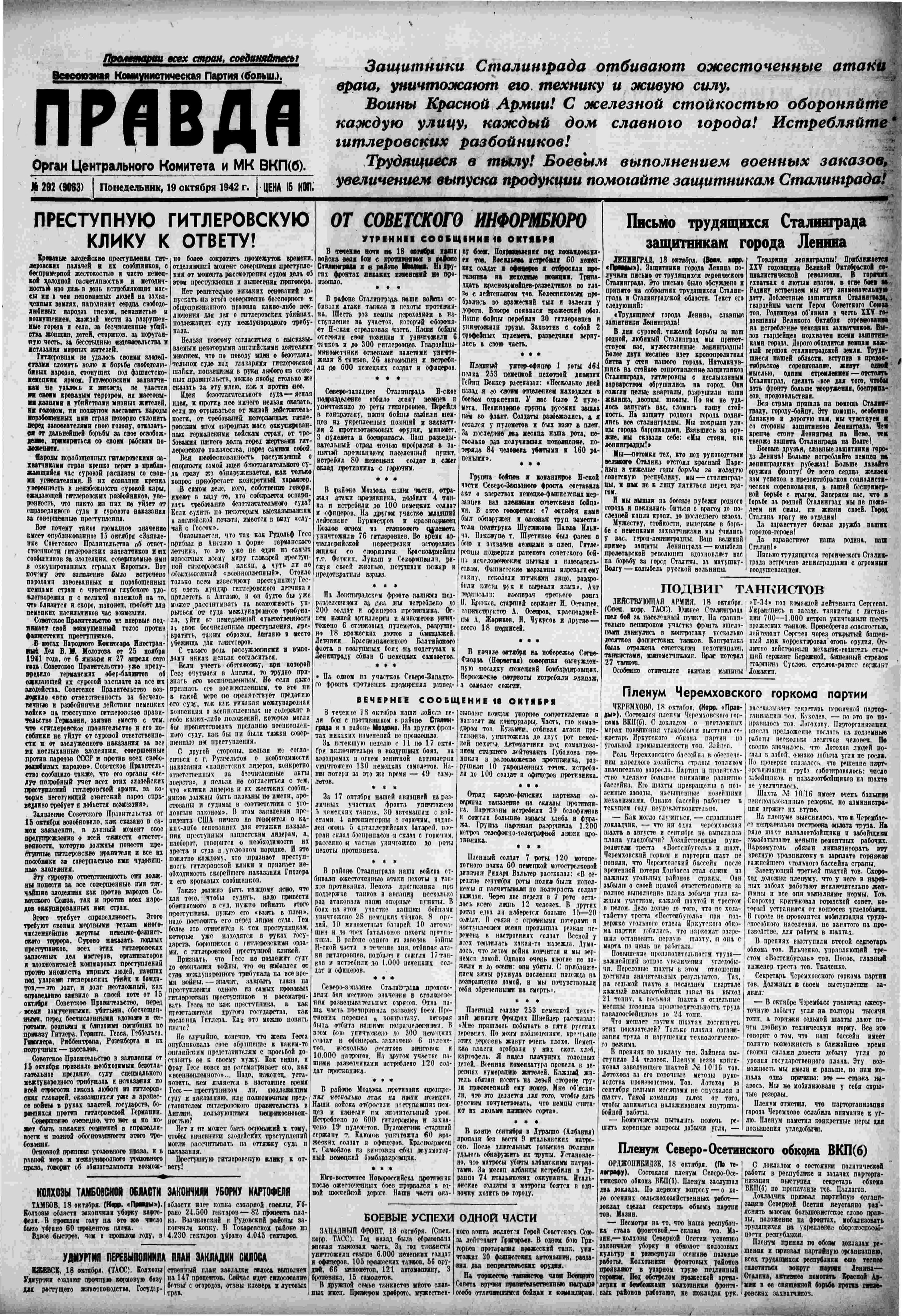
«Правда» от 19 октября 1942 года: «Преступную гитлеровскую клику к ответу!»

В СССР подозревали, что Великобритания и Германия ведут тайные переговоры по заключению гибельного для страны мирного соглашения. Поэтому благополучное прибытие вскоре в Великобританию Рудольфа Гесса в Советском Союзе не приняли за случайность. Послу Майскому не удалось получить каких-либо содержательных объяснений в министерстве иностранных дел у Р. О. Батлера, из чего он сделал вывод о том, что британское правительство со всей серьёзностью отнеслось к мирным предложениям Гесса:388—389.
В Москве ориентировались на разведданные, которые поступили от Кима Филби через Анатолия Горского, руководившего кембриджской группой тайных агентов:271, донесения советских агентов в Вашингтоне и Германии и информацию от Рихарда Зорге из германского посольства в Токио. Все эти источники подтверждали, что Рудольф Гесс прибыл в Великобританию с предложением компромиссного мира, став для Гитлера последним средством для достижения мирного соглашения с британцами до начала войны против СССР:243. Филби также информировал, что с Гессом встретился Иден и Бивербрук. В секретном деле № 20566, досье «Чёрная Берта», заведённом отслеживавшими аферу Гесса советскими спецслужбами, зафиксировано мнение Филби: «Сейчас время мирных переговоров не наступило, но в процессе дальнейшего развития войны Гесс, возможно, станет центром интриг за заключение компромиссного мира и будет полезным для мирной партии в Англии и для Гитлера»:186. Версия о спланированном Гитлером перелёте Гесса в Великобританию для заключения соглашения против СССР возобладала в СССР после 22 июня 1941 года, поддерживалась вплоть до 1990-х годов и не опровергнута в настоящее время:199—200:139.
12 июля 1941 года было подписано Соглашение между правительствами СССР и Великобритании о совместных действиях в войне против Германии, обязавшее стороны в течение двадцати лет оказывать взаимную помощь и поддержку всякого рода в войне против Германии, не вести переговоров и не заключать перемирия или мирного договора в одностороннем порядке. Тем не менее, фактор Гесса, само молчание британцев по этому поводу и встреча лорда Саймона с Гессом серьёзно омрачали отношения между странами:390. Передовица газеты «Правда» от 19 октября 1942 года требовала безотлагательного суда над одним из главарей преступной гитлеровской клики, призывая британцев определиться со статусом Гесса: «Надо, наконец, установить, кем является в настоящее время Гесс — преступником ли, подлежащим суду и наказанию, или полномочным представителем гитлеровского правительства в Англии, пользующимся неприкосновенностью?» Фактически до 1943—1944 годов в СССР Гесса считали миной замедленного действия, «которой Англия при желании могла воспользоваться и которую она на всякий случай долго не обезвреживала»:188.
В послевоенных советских публикациях «миссия Гесса» квалифицировалась как одна из последних акций гитлеровской дипломатии, завершавших политико-дипломатическую подготовку нацистской Германии к войне с СССР:113. Её неудача обуславливалась, прежде всего, переоценкой Третьим рейхом своей военной мощи и степени влияния английских соглашательских кругов и вытекающей из этого чрезмерностью требований, предъявляемых Германией к Великобритании. Лидеры Великобритании не были готовы отказаться от глубоких экономических и политических связей с континентальной Европой, а Советский Союз представлялся им достаточно мощным фактором, чтобы вступать в союз с Германией во имя совместной борьбы против большевизма. Кроме того, в глазах населения Великобритании Гитлер выглядел абсолютным злом, и соглашение с ним могло привести к крупным народным волнениям:204:259.

## Военнопленный
Герцог Гамильтон прибыл на встречу с арестованным пилотом в 10 часов утра 11 мая. Он не узнал в нём заместителя фюрера, но Рудольф Гесс представился настоящим именем, упомянул Альбрехта Хаусхофера и напомнил ему о знакомстве на Олимпийских играх в Берлине. Из беседы с Гессом герцог Гамильтон выяснил, что Хаусхофер написал ему письмо в сентябре 1940 года с ведома Гесса. Гесс выразил надежду на скорую встречу с влиятельными представителями британских высших кругов, чтобы обсудить с ними условия прекращения военных действий, а также просил у короля «амнистии», то есть позволить ему впоследствии покинуть страну, поскольку он прибыл без оружия и по собственной воле:374. Удивлённый герцог доложил о встрече своему начальству и проинформировал британское правительство.
Вечером того же дня Гамильтон прибыл для встречи с премьер-министром в Дитчли-парк под Оксфордом. На следующий день после затянувшейся за полночь беседы в Шотландию вместе с Гамильтоном отбыл некогда служивший первым секретарём британского посольства в Берлине начальник европейского отдела Би-би-си Айвон Киркпатрик, который мог опознать нежданного гостя и выяснить его цели. В ночь на 13 мая Гамильтон и Киркпатрик прибыли в военный госпиталь в замке Бьюкенен в Дримене под Глазго, куда перевели Гесса. Его разместили в курьерском помещении в башне замка, полуночных посетителей он встретил в серой пижаме на железной армейской койке под коричневым одеялом:205. В первую же встречу Киркпатрик убедился, что перед ним действительно находился заместитель фюрера Рудольф Гесс, вскоре последние сомнения развеяло сообщение германского радио.
Скомкав приветствие, Гесс достал пачку спешно подготовленных записей и зачитал своё заявление на немецком языке. Первая часть заявления представляла собой пространный исторический обзор британо-германских отношений с начала XX века и до капитуляции Франции весной 1940 года. Гесс укорял Англию в том, что в своей политике она с 1904 года противостояла Германии. «Исчерпав все мирные средства», Гитлер был вынужден обеспечивать в одиночку законные жизненные интересы Германии после того, как Великобритания и Франция с презрением отвергли все его щедрые предложения мира. Не дав Киркпатрику шанса прервать его монолог, Гесс перешёл к аргументам в пользу превосходства Германии в противостоянии с Великобританией. Германия производит больше самолётов, чем Великобритания и США вместе взятые. Бесчисленные подводные лодки готовы в кратчайшие сроки сойти со стапелей и обеспечить победу Германии в Атлантике. Военная промышленность Германии располагает большими ресурсами в оккупированных странах и не нуждается в сырье. Подвергнуть Германию экономическому истощению, как это удалось в Первую мировую войну, невозможно, как и не стоит рассчитывать на революцию в Германии, поскольку германский народ слепо верит Гитлеру:205:77.
Все два с лишним часа не владевший немецким Гамильтон упорно боролся с усталостью, наконец около трёх часов ночи терпению Киркпатрика тоже пришёл конец, и он без обиняков прервал монолог категорическим вопросом о причинах появления Гесса в Великобритании. Наконец заместитель фюрера перешёл к мотивам своего полёта и предложению начать мирные переговоры. Он прибыл, чтобы убедить британское правительство в неотвратимости победы Германии и призвать британцев выйти на переговоры о мире. Условия мирных переговоров не были новы: Германия получает свободу действий в Европе, а Великобритания сохраняет власть в империи. Киркпатрик решил перехватить инициативу и переспросил Гесса, относит он Россию к Европе или Азии? Эта попытка выяснить намерения Германии в отношении Советского Союза вывела Гесса из равновесия, и он не обдумав ответил: «К Азии», сам загнав себя в угол, ведь в таком случае нападение на СССР исключалось. Гесс был вынужден признать, что Германия выдвигает к СССР определённые требования, которые будут удовлетворены в ходе переговоров или в результате военных действий:34. Вслед уходившим Киркпатрику и Гамильтону Гесс добавил, что правительство Черчилля, с 1936 года планировавшего войну, не могло вести официальные переговоры от имени Великобритании, свержение Черчилля должно было стать предпосылкой для того, чтобы фюрер сменил гнев на милость. В вопросе о возможных требованиях со стороны партнёра Германии Италии Гесс продемонстрировал полную неосведомлённость, а планы нападения на СССР отрицал:276. Сенсационность акции заместителя фюрера оказалась обратно пропорциональной его статусу переговорщика и содержанию его послания:205.
13—15 мая Киркпатрик провёл с Гессом в госпитале в общей сложности три продолжительные беседы, о ходе которых доложил министру иностранных дел Энтони Идену. Если Великобритания откажется от переговоров с Германией, Гесс обещал ужесточение авианалётов, голод среди населения вследствие блокады и утрату владений. Он подчёркивал, что на продолжении войны наживаются США. У импровизировавшего Гесса появилось ещё два условия: во-первых, Германия всегда будет оказывать поддержку Рашиду Али и вынуждена требовать вывода британских войск из Ирака, и, во-вторых, мирный договор должен предусматривать возмещение ущерба гражданам обеих сторон за конфискованное в войну имущество. В кратком сообщении Рузвельту Черчилль охарактеризовал предложение Гесса следующим образом: «Нас ещё раз пригласили предать всех своих друзей, пообещав, что нам на время оставляют часть нашей шкуры»:208:240. В последний раз Киркпатрик отправился к Гессу 15 мая, в этот раз уже по просьбе Рузвельта, чтобы разузнать цели Гитлера в отношении США. Гесс по-прежнему не желал и не мог отклониться от заготовленной концепции, его ответы были бессодержательны, пугающе банальны и отдавали геббельсовской пропагандой. По мнению Гесса, в нацистской Германии не исключали вероятности вмешательства США, но не испытывали страха по этому поводу ввиду своего превосходства в вооружении. Если бы Германия и Великобритания договорились, США пришли бы в ярость. Всё, о чём мечтают в США, — это заполучить империю в наследство. Продолжать общение в отсутствие существенно новой информации от Гесса Киркпатрик посчитал бесполезным, тем не менее, в заключительном докладе Александру Кадогану он предложил пустить к Гессу кого-нибудь из старых «умиротворенцев» с целью якобы начала переговоров, чтобы Гесс разговорился, раз уж он отказался контактировать с правительством Черчилля.
13 мая в письме министру иностранных дел Черчилль предложил считать Гесса военнопленным и обращаться с ним как с захваченным в плен крупным генералом. Охрану Гесса Черчилль поручил генералу А. Хантеру, директору по делам военнопленных в военном министерстве:377. Военнопленного Гесса следует содержать в строгой изоляции в удобном доме неподалёку от Лондона, ему запрещаются связи с внешним миром: круг его посетителей определяется министерством иностранных дел, он не должен получать газет и слушать радио. Необходимо следить за его душевным и физическим состоянием, обеспечить ему комфорт, питание, книги, письменные принадлежности и возможность отдыха:237:388:34. Сообщения в британской прессе о том, что Гесса кормят дефицитными рыбой, курицей и яйцами, вызвала волну возмущения среди населения:290, 388. Распоряжением премьер-министра от 14 мая за все контакты Гесса с внешним миром отвечал Форин-офис:236. За Рудольфом Гессом смотрели как ни за одним другим немецким арестантом в Великобритании. Кадровые и материальные расходы на содержание бывшего заместителя фюрера были несоизмеримо выше расходов на любого другого военнопленного союзников, ведь случись что с Гессом, британскому правительству не оправдаться от обвинений в убийстве с целью замести следы закулисных переговоров с ним. 16 мая высокопоставленного военнопленного нациста перевезли по железной дороге в Лондон и поместили в Тауэр:268, на что Гесс с видимым облегчением отреагировал важным выражением лица, но весь его оптимизм улетучился 20 мая, когда его на санитарном автомобиле доставили в Митчетт в Суррее в 35 милях от Лондона и поместили в особняк, получивший кодовое название «лагерь Z».
Викторианская вилла в Митчетте с большим земельным участком в окружении луговых болот принадлежала военному министерству Великобритании и была спешно переоборудована специально под заключённого Гесса: дороги, ведущие в Митчетт, были перекопаны траншеями, вокруг виллы был возведён мощный забор с колючей проволокой, в здании были установлены многочисленные подслушивающие устройства. Гесса поместили в 15-метровую комнату на втором этаже со спартанской обстановкой, изолированную железной решёткой:236—237. Альберт Шпеер вспоминал, что ещё в Нюрнберге Гесс хвастливо рассказывал об условиях своего содержания в Англии: у него были две комнаты с ванной и собственный сад, на ежедневную прогулку его возили на автомашине, а комендант играл ему Моцарта и Генделя. Его отлично кормили бараниной и пудингами, на Рождество угощали жареным гусём. В его распоряжении был даже винный погреб:74. В Митчетте Гесс провёл 13 месяцев своего плена в Великобритании. На заключение за колючей проволокой Гесс отреагировал с большим страхом. В первый же день он решил, что его прячут от герцога Гамильтона и собираются отравить. На медосмотре у полковника Грэхэма на следующий день после прибытия в Митчетт Гесс пожаловался, что оказался в лапах клики секретных служб, которые хотят свести с ума или подтолкнуть к самоубийству:377:246. Шум от закрываемых дверей и газующих мотоциклов якобы создаётся специально, чтобы действовать ему на нервы. Каждую ночь Гесс ожидал, что агент спецслужб прокрадётся к нему в камеру и перережет ему артерию, чтобы симулировать его самоубийство. За столом он требовал, чтобы охранявший его офицер первым брал себе порцию, затем сам выбирал себе кусок подальше от себя. В течение десяти дней невроз Гесса достиг таких масштабов, что военный врач Гибсон Грэхэм диагностировал острую опасность суицида и «определённо анормальные способы поведения», срочно требующие вмешательства психиатров:238. Гесса обследовал также главный психолог британской армии полковник Дж. Р. Рис, в его докладе от 30 июня 1941 года о неустойчивом психическом состоянии Гесса говорится: «Он представляет собой несколько параноидальный тип… у него в ненормальной степени отсутствуют интуиция и самокритика. Он также принадлежит к интроспективному и отчасти ипохондрическому типу. Этот человек производит на меня впечатление неуравновешенной, психопатической личности…»:250.
«Оппозиционером» для игры в переговоры с Гессом Александр Кадоган выбрал лорд-канцлера Джона Саймона, приверженца политики умиротворения в правительствах Макдональда, Болдуина и Чемберлена, лично знакомого с Гитлером и Гессом, которого с большим трудом удалось уговорить сыграть эту роль, предоставив гарантии полной конфиденциальности в отношении этой встречи. Сам маскарад с переговорами был затеян в надежде выведать у Гесса возможно скрываемую им до переговоров секретную информацию. Кадогана скорее интересовал вопрос «о том, был ли Гесс послан в Англию Гитлером для осуществления какого-либо плана мирного наступления»:246, в том, что заместитель фюрера может располагать какими-либо точными техническими данными в военной области, уже возникли сомнения. Наблюдение за пленным Гессом действительно вели сотрудники секретных спецслужб:  майор Фрэнсис Эдвард Фоли, в 1920—1939 годах возглавлявший британскую разведку в Берлине под прикрытием должности офицера паспортного контроля британского консульства, и под псевдонимом «полковник Уоллис» подполковник Томас Кендрик, бывший глава MI6 в Вене:377. По заданию британского адмиралтейства 22 мая Фоли попытался выяснить у Гесса информацию о стратегических военных планах Гитлера против Великобритании, но услышал только банальности и пустые угрозы, свидетельствовавшие об ужасающей наивности заместителя фюрера:234.
После известия о приезде лорда Саймона в Митчетт 10 июня Гесс стал ещё более осторожным, не желал ни с кем разговаривать, отказывался от чая и еды. На мирные переговоры с лордом Саймоном он тщательно оделся в свою форму лётчика, принял несколько таблеток глюкозы и подкрепился стаканом портвейна:248. Из соображений конфиденциальности Саймон и Киркпатрик прибыли в Митчетт под вымышленными именами в качестве психиатров — докторов Гатри и Маккензи соответственно:378:248. В двухчасовой беседе, большую часть которой занял монолог Гесса, бывший заместитель фюрера не сказал по сути ничего нового. Повторявшиеся речи Гесса могли бы возыметь действие только в том случае, если бы вермахт стоял у ворот Лондона в готовности взять штурмом Даунинг-стрит, 10. К концу встречи Саймону и Киркпатрику удалось перейти к некому подобию дискуссии, которая свелась к трём пунктам. Во-первых, Гесс ещё раз подтвердил, что Гитлер не уполномочивал Гесса вести переговоры и не знал о планах Гесса лететь в Великобританию. Во-вторых, лорд Саймон хотел уточнить границы свободы действий Германии на континенте в свете мирных предложений Гесса и, следовательно, планов Гитлера: распространяется ли эта свобода на какую-либо часть России? По мнению Гесса, Германию интересует только европейская часть России. Для Великобритании раздел сферы интересов в первую очередь означает, что она впредь не сможет формировать на континенте коалиции против Германии. В третьих, лорд Саймон попытался выяснить роль Италии в Европе под главенством Германии, но Гесс отнёс этот вопрос к внутренним делам Германии и её союзницы.
Гессу позволили написать жене, их переписку Шелленберг по поручению Гиммлера организовал через швейцарский Красный Крест:188. В письмах, заканчивавшихся нацистским приветствием, Гесс выражал уверенность, что его «предприятие» ещё принесёт плоды. Гесс также писал друзьям и знакомым в Германии. В отсутствие какой-либо реакции после встречи с лордом Саймоном 16 июня Гесс, пребывавший уже несколько дней в состоянии психического возбуждения, попытался совершить самоубийство. Когда по его вызову ночью в его камеру явился военный врач майор Дикс и открыли железную решётку, одетый в военную форму Гесс оттолкнул доктора и охранника и спрыгнул с лестницы второго этажа виллы и в результате падения с четырёхметровой высоты сломал левое бедро:11. За несколько часов до этого он написал прощальные послания жене, своему маленькому сыну и Адольфу Гитлеру, свидетельствовавшие о том, что маска убеждённого националиста и отважного лётчика скрывала человеческую трагедию саморазрушения, вызванную крахом надежд на выполнение жертвенной миссии ради фюрера и народа: «Рано или поздно мы все должны умереть. Счастлив тот, кому позволено умереть за великую идею»:9, 243. В Форин-офисе информацию о происшедшем восприняли без эмоций и засекретили. С июля 1941 года Гесс находился под наблюдением клинического психиатра.
Самый титулованный среди германских военнопленных в Великобритании рассчитывал на особые привилегии. Ещё в начале 1941 года Рудольф Гесс нашёл предлог связаться с дипломатической миссией Швейцарии в Лондоне, представлявшей Германию в военное время. В Великобритании Гесс попросил главу миссии навестить его в плену. 12 декабря 1941 года посол Вальтер Турнхеер прибыл на свидание с Гессом, попросившим доставить его послание королю Великобритании. Послание представляло собой письмо с тремя приложениями со сносками и свидетельствовало о том, что его адресат не смог принять изменения военной обстановки в пользу Великобритании. Швейцарский дипломат действительно выполнил поручение Гесса, однако о том, ознакомился ли король с его содержанием, сведений нет. В следующий визит Турнхеера Гесс о корреспонденции с британским монархом не вспоминал, отчаявшись добиться признания себя парламентёром. В этот раз он собирался отправить в Германию жалобу на плохие условия в плену с предложением ответных репрессий в отношении британских военнопленных в Германии. В благодарность за услуги посла Гесс обещал, что после войны с Швейцарией в Европе будут обращаться так, как она пожелает. Посол Турнхеер отказался выполнить это поручение. На третьем, последнем свидании с Турнхеером 12 августа 1942 года в госпитале Мейндифф-корт под Абергавенни Гесс жаловался на самочувствие. На встрече с новым главой дипломатической миссии Швейцарии Паулем Рюггером Гесс интересовался возможностями его перевода в качестве интернированного в Швейцарию на неограниченное время с целью восстановления здоровья и лечения у врача-специалиста по своему выбору.

## Подсудимый на Нюрнбергском процессе

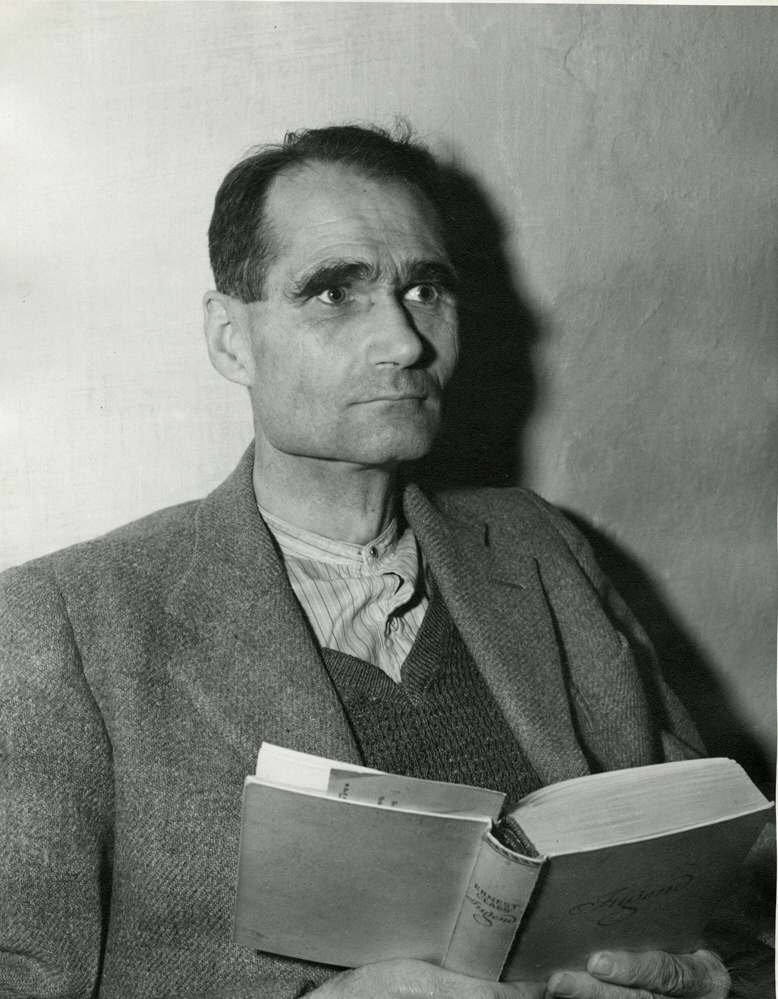
В камере. 24 ноября 1945

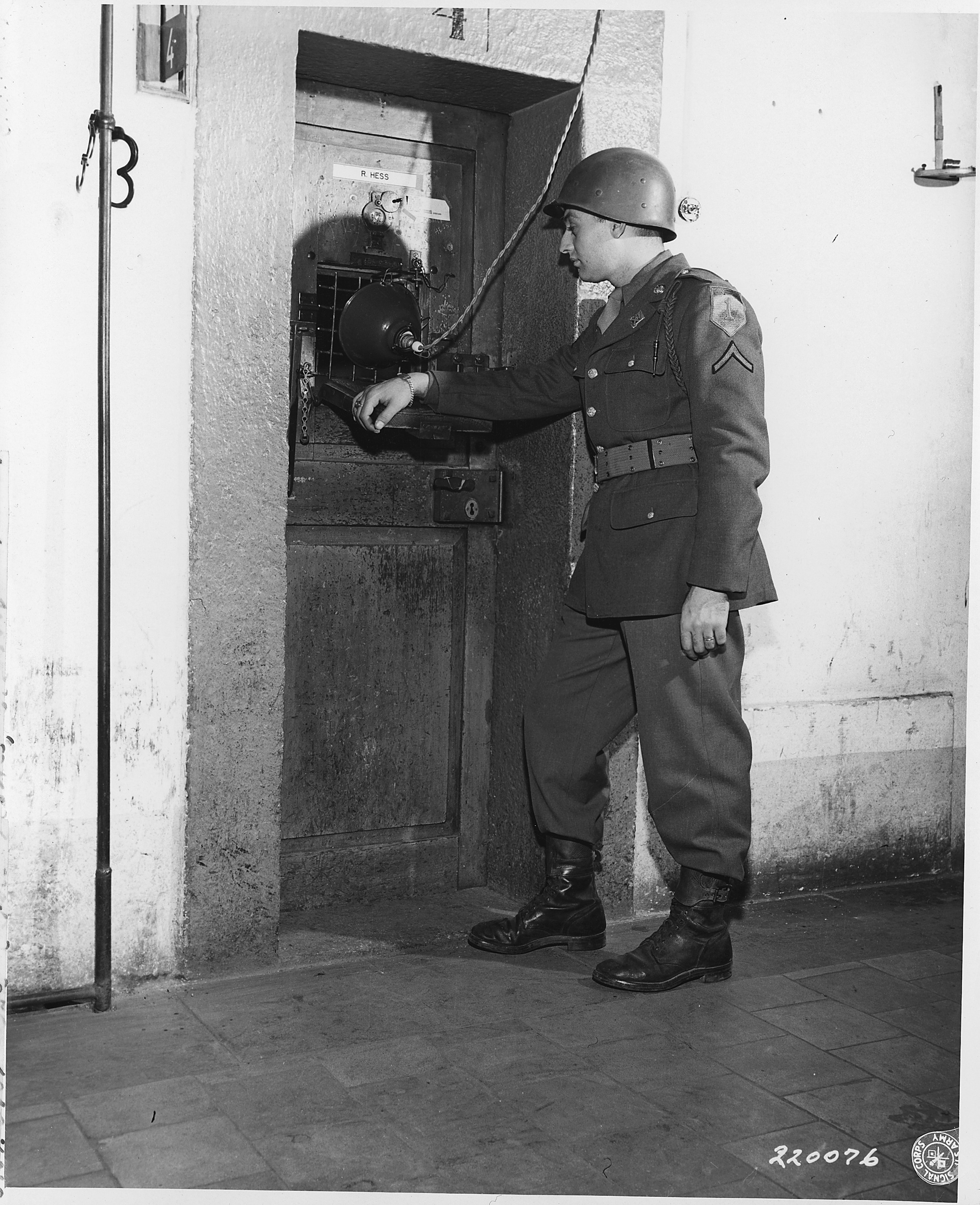
Постоянная охрана у камеры Рудольфа Гесса в Нюрнбергской тюрьме

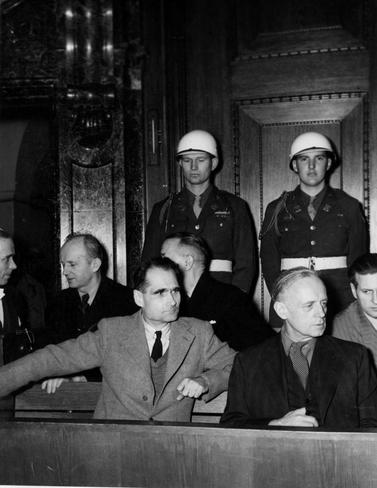
Гесс и Риббентроп на скамье подсудимых. 1946

В октябре 1945 года пленного Рудольфа Гесса перевезли из Великобритании в Германию, чтобы предать суду на Нюрнбергском процессе в качестве одного из 24 главных военных преступников нацистской Германии, обвинённых в развязывании агрессивной захватнической войны, массовом истреблении мирного населения, многочисленных зверствах, преступлениях против человечности и нарушении международных законов ведения войны. В Нюрнберге главные военные преступники, в том числе и Гесс, содержались в одиночных камерах на первом этаже основного корпуса Нюрнбергской каторжной тюрьмы, вплотную примыкавшей ко Дворцу юстиции, где проходил судебный процесс:35. 19 октября обвиняемым было передано на ознакомление обвинительное заключение на немецком языке:301.
По свидетельству Густава Гилберта, Гесс был доставлен из Англии в состоянии полнейшей амнезии: он не мог вспомнить абсолютно ничего из прошлого и не мог пояснить причин, побудивших его совершить в 1941 году перелёт в Великобританию. С собой Гесс привёз маленькие закрытые пакетики с пробами пищи, которой его кормили в Англии и, по его мнению, намеренно отравленной секретами желёз верблюдов и свиней. У него также было заготовлено заявление бессвязного содержания о том, что охранявшие его в Великобритании люди, судя по их стеклянным взглядам, находились под воздействием некоего секретного химического вещества. В своей камере в Нюрнбергской тюрьме Гесс в состоянии апатии проводил дни, уставившись в одну точку. На очных ставках Рудольф Гесс не узнал Геринга и Папена. С целью восстановления памяти больного к нему приводили его бывших секретарей, однако Гесс так ничего и не вспомнил:109. Результаты психологического обследования Гесса свидетельствовали о его заметной ограниченности, тем не менее, его IQ оказался чуть выше среднего. Комиссия из психиатров, освидетельствовавшая Рудольфа Гесса по ходатайству его адвоката 16—20 ноября, за несколько дней до начала судебного процесса, отвергла версию о симуляции обследуемым амнезии и признала его юридически вменяемым:9-10, отметив ограниченную способность концентрировать внимание:304.
Первое заседание Международного военного трибунала в Нюрнберге состоялось 20 ноября 1945 года. В зале заседаний Рудольфу Гессу было отведено второе место слева в первом ряду скамьи подсудимых, между Герингом и Риббентропом, в соответствии с его рангом в нацистской Германии. Суд не принял во внимание, что Рудольф Гесс в отличие от остальных обвиняемых с 1941 года не состоял в преступном руководстве нацистской Германии. Фотографии нацистских преступников на скамье подсудимых в Нюрнберге облетели весь мир. Внешний облик бывшего заместителя фюрера разительно изменился за годы пребывания в плену: Гесс сильно похудел и постарел, был одет в гражданскую одежду и более не производил впечатление собранного, волевого и сильного человека:426. На судебных заседаниях Гесс сидел с отсутствующим видом, как если бы происходящее вокруг не имело к нему лично никакого отношения. Он демонстративно прикладывал наушники к носу или засовывал их в подмышки, не следил за ходом судебного разбирательства и читал в это время детективные романы:160. Гесс безучастно относился к всему происходящему, смотрел отсутствующим взглядом, часами застывал в неудобном для тела положении, привлекая внимание публики, считавшей, что он очевидно безумен. Гесс не выступал в собственную защиту, не участвовал в допросах свидетелей через своего адвоката, не воспользовался правом выступить свидетелем в собственную защиту. Тем не менее, как позднее выяснилось в последнем слове Гесса на суде, он не упускал из виду ничего из происходящего.
30 ноября 1945 года было созвано чрезвычайное судебное заседание для решения вопроса о том, в состоянии ли подсудимый Гесс участвовать в судебном процессе. Без согласия Гесса адвокат Гесса Гюнтер фон Роршейдт пытался интерпретировать данные психиатрической экспертизы Гесса так, чтобы судебное разбирательство в отношении его подзащитного было приостановлено и не велось в его отсутствие. В этом случае Гесса ожидало длительное лечение в психиатрической клинике под охраной, а в случае выздоровления ему опять грозил суд:304. По воспоминаниям присутствовавшего на заседании Густава Гилберта, осознав это, Гесс расстроился и безуспешно пытался передать записку своему адвокату. После прений сторон неожиданно выступил Гесс, заявивший, что его память находится в полном порядке. Он признал за собой лишь некоторое снижение способности сосредоточиться, а амнезию, даже перед собственным защитником, он симулировал из тактических соображений. На следующий день на скамье подсудимых Гесс с удовольствием продемонстрировал Герингу возможности своей памяти, в деталях перечислив некоторые моменты своего перелёта в Шотландию и похваставшись своими умениями лётчика :44-45. Психиатры объясняли появление и исчезновение «амнезии на почве истерии», как и бред преследования у Рудольфа Гесса в Великобритании внешними факторами: провалом его миссии, нахождением в плену, поражением в войне:305. Новым адвокатом Гесса в Нюрнберге стал Альфред Зайдль.

### Дж. М. Гриффит-Джонс об индивидуальной ответственности Гесса
На послеобеденном заседании Международного военного трибунала 7 февраля 1946 года представитель обвинения от Великобритании подполковник Дж. М. Гриффит-Джонс в своём выступлении «Об индивидуальной ответственности Гесса» представил доказательства по первому и второму разделам обвинительного заключения по делу Гесса. Прежде всего, на основании многочисленных официальных документов из досье Гесса обвинитель остановился на высоких партийных и государственных должностях и широких властных полномочиях Рудольфа Гесса в нацистской Германии. Гриффит-Джонс считал, что в обоснование осуждения Рудольфа Гесса достаточно доказать его принадлежность к руководству нацистской Германии, проводившему преступную по своему характеру политику: если правительство нацистской Германии не является организацией, руководившей и координировавшей преступления, то кто же является таковой?:93 Такая аргументация не означала отказ от подробного исследования и документального доказательства в Нюрнбергском процессе преступной роли германского руководства, в которое входил Гесс. В пользу Гесса сыграли два обстоятельства: исчезновение большей части архива штаба заместителя фюрера и принцип работы Международного военного трибунала, не рассматривавшего преступления «немцев против немцев». Таким образом, нацистский преступник Рудольф Гесс не понёс наказания за убийства в концентрационных лагерях граждан Германии на раннем этапе их существования, резню во время «рёмовского путча» и приговоры германских судов по делам об «осквернении расы»:309—310.
Гесс играл руководящую роль в захвате власти нацистской партией и укреплении контроля над государством. Он участвовал в преследовании евреев, его подпись стоит под одним из Нюрнбергских законов — законом о защите крови и чести. В выступлении обвинителя была также рассмотрена роль Гесса в планировании и подготовке агрессивной войны: он занимался вопросами реорганизации и перевооружения военно-воздушных сил Германии, организовал заграничную организацию нацистской партии — знаменитую германскую пятую колонну. Гесс с самого начала участвовал в подготовке к оккупации Австрии, ведении агрессивной войны против Польши, подготовке войск СС для совершения военных преступлений и преступлений против человечности на оккупированных восточных территориях. Оценивая деятельность Рудольфа Гесса в предвоенный период, обвинитель обратил особое внимание суда на соучастие заместителя фюрера в политическом и идеологическом руководстве организациями, действовавшими в Германии, Австрии и Чехословакии в экспансионистских целях нацистской Германии, обеспечивавшими агрессору изначально благоприятные условия для развязывания военных действий. Гриффит-Джонс отдельно остановился на подстрекательских речах Гесса против соседней Польши. Во имя укрепления господства Германии в оккупированной Польше Гесс призывал к вводу самых суровых норм уголовного права против поляков и евреев. В связи с перелётом в Шотландию Гриффит-Джонс подробно изложил суть мирных предложений Рудольфа Гесса на основании протоколов его бесед с Гамильтоном и Киркпатриком и сделал вывод о том, что заместитель фюрера не мог не знать о готовящемся нападении на СССР и прибыл в Великобританию с ведома Гитлера не по гуманитарным причинам, а для обеспечения ведения Германией войны против России только на одном фронте:87—112. Британская сторона тем самым пыталась отмести все подозрения о том, что Великобритания имела какие-либо намерения серьёзно отнестись к этому «переговорщику».

### Защита
Адвокат Альфред Зайдль, сменивший Роршейдта с 5 февраля 1946 года, приступил к защите Гесса 22 марта 1946 года. Зайдль вёл его защиту в особо агрессивной манере, в своём первом выступлении заявив, что его подзащитный отказывает суду в компетентности, пока в нём рассматриваются иные факты, чем собственно военные преступления. Поэтому Зайдль отказался от предоставления доказательств по тем пунктам обвинения, которые затрагивают только внутренние дела Германской империи как суверенного государства и не находятся ни в какой связи с преступлениями против мира и против законов и обычаев ведения войны:49. В доказательство невиновности своего подзащитного Зайдль собрал три тома документов. Отдавая себе отчёт в неоспоримости фактов, предъявленных обвинением, Альфред Зайдль пытался с помощью свидетелей представить Рудольфа Гесса противником войны и непризнанным Великобританией посланником мира, глубоко сожалевшим о кровопролитии и желавшим его прекратить. В ходе Нюрнбергского процесса, в рамках созданной им стратегии по защите Гесса, адвокат Зайдль, используя в качестве доказательства аффидевит бывшего советника германского МИДа Фридриха Гауса, впервые поднял вопрос о существовании секретного дополнительного протокола к советско-германскому договору о ненападении 1939 года (пакту Молотова — Риббентропа).
Свидетель защиты Хильдегард Фат, служившая секретарём у Рудольфа Гесса в Мюнхене с октября 1933 по май 1941 года, заявила в суде, что с лета 1940 года по заданию Гесса она через секретаря берлинского офиса Ингеборг Шперр собирала секретные данные о погодных условиях над Северным морем и Британскими островами, что по мнению защиты свидетельствовало о том, что заместитель фюрера ещё в конце французской кампании принял решение попытаться остановить войну с Великобританией. Фат также показала, что ознакомилась с копией письма, которое Гесс перед вылетом написал Гитлеру и хотя и не помнила его содержание в подробностях, заверила, что миссия Гесса никоим образом не была связана с предстоящим нападением на СССР. По очевидному наущению Зайдля Фат охарактеризовала Гесса как хорошего политика. Она не могла поверить, что заместитель фюрера мог обсуждать вопрос телесных наказаний поляков на оккупированных территориях, по её мнению, это решение было принято без ведома Гесса.
Адвокат Зайдль также пригласил дать свидетельские показания бывшего гауляйтера зарубежной организации НСДАП Боле, которому предстояло опровергнуть, что подчинённые Гессу зарубежные национал-социалистические организации вели подготовку к войне. Боле заявил, что никогда не слышал о том, что в его организациях велась деятельность, противоречащая законам зарубежных стран. На перекрёстном допросе Боле назвал коллаборационистскую деятельность зарубежной организации НСДАП после вторжения вермахта в Грецию «обычной патриотической обязанностью» активистов привечать немецкие войска и оказывать им поддержку. Брат Рудольфа Гесса Альфред, находившийся в лагере военнопленных в Бад-Мергентхайме, предоставил письменные пояснения аналогичного содержания, которые были зачитаны в суде 26 марта 1946 года. 8 апреля 1946 года свидетелем защиты выступил глава рейхсканцелярии рейхсминистр Ганс Генрих Ламмерс, который имел тесные рабочие отношения почти со всеми обвиняемыми на Нюрнбергском процессе. В показаниях Ламмерса всё зло шло от Гитлера, самовольно принимавшего решения вопреки возражениям и сомнениям других руководителей нацистской Германии. Третьим свидетелем конкретно по делу Гесса был вызван бывший бургомистр Штутгарта Карл Штрёлин. Он возглавлял также Германский иностранный институт, сотрудничавший с зарубежной организацией НСДАП и объединением немцев, проживающих за рубежом.
В заключительной речи адвокат Зайдль обрушил критику на Версальский договор 1919 года, а вместе с ним и на политиков трёх стран, участвовавших в судебном процессе в Нюрнберге. По мнению адвоката, не будь Версальского договора, побеждённая Германия не платила бы громадные репарации, что не привело бы к обнищанию миллионов немцев, для которых не стали бы привлекательными идеи партий, выступавших против мирного диктата, и НСДАП не пришла бы к власти. Председатель суда сухо указал адвокату, что Версальский договор, ни в целом, ни в отдельных его положениях, не является причиной преступлений, рассматриваемых в данном процессе. Зайдль постоянно возвращался к теме Версальского договора, поэтому ему было предложено отредактировать свою речь. Адвокат Гесса выступил с заключительной речью последним 5 июля 1946 года. Зайдль не отказался от критики Версальского договора, а также обвинил западные державы в несговорчивости по польскому вопросу в августе 1939 года. В оправдание Гесса Зайдль заявил, что Рудольф Гесс не принимал участия в совещаниях по подготовке войны, которые Гитлер проводил со своими генералами, и настаивал на ограниченном влиянии, которое Гесс имел на Гитлера. Зайдль выразил сомнение в том, что преступления против мира вообще существуют в собственно юридическом смысле. Мирные предложения Гесса в Великобритании он охарактеризовал как приемлемое разграничение сфер интересов, которое имело целью не покорение Европы Германией, а лишь прекращение влияния Великобритании на континент и не было связано с нападением на СССР, о котором заместитель фюрера не знал:317—318.
В конце февраля 1946 года Гесс вновь начал демонстрировать потерю памяти. Он не мог припомнить уже не только ранее сообщённых им самим деталей своего полёта в Великобританию, но и свидетелей, выступавших недавно на судебных заседаниях. 14 марта 1946 года Гесс не помнил о своём сенсационном заявлении в начале процесса. Кроме того, он испытывал проблемы с речью и продолжал жаловаться на желудочные колики. 31 августа 1946 года Гесс выступил в суде с последним словом, внезапно вновь обретя память.

### Последнее слово
Выступавший после Геринга Рудольф Гесс попросил разрешения говорить сидя, по состоянию здоровья. Он хорошо подготовился к своему третьему и последнему выступлению перед судьями. Сначала Гесс заговорил о предсказаниях по поводу хода судебного разбирательства, сделанных им задолго до начала Нюрнбергского процесса в Великобритании, которыми он поделился с другими подсудимыми: надёжные свидетели с наилучшей репутацией будут давать недостоверные показания, суд получит недостоверные письменные показания, подсудимые будут неприятно поражены показаниями свидетелей-немцев, а сами подсудимые опустятся до бесстыдных обвинений фюрера, собственного народа и друг друга. Гесс не критиковал других обвиняемых за их поведение, а солидаризировался с ними, называя их своими товарищами. Гесс обратился к истории различных стран и различных эпох. Он напомнил об организованных британцами концентрационных лагерях для буров в Южной Африке. Не называя страны, Гесс напомнил об особых судах, жертвами абсурдных обвинений которых в СССР, в 1936—1938 годах, стали коммунисты. Гесс выразил сомнение в том, что такие преступления в Южной Африке, Германии и СССР могли совершить люди в нормальном душевном состоянии, и высказал предположение, что они находились под действием некоего таинственного наркотического средства. Вероятно, Гесс пытался убедить суд в сумеречном состоянии собственного сознания либо в неподсудности людей, совершивших преступления не по своей воле. После нескольких напоминаний о времени Гесс завершил своё выступление следующими словами: «Судьба дала мне возможность трудиться многие годы под руководством величайшего из сыновей Германии за всю её тысячелетнюю историю… Я счастлив сознанием, что выполнил свой долг в качестве национал-социалиста, в качестве верного последователя фюрера. Я ни о чём не сожалею»:531.

### Приговор
Международный военный трибунал обвинял Рудольфа Гесса по всем четырём разделам обвинительного заключения. Гесс принадлежал к верхушке нацистской партии и был облечён полномочиями принимать решения по всем вопросам партийного руководства, а как рейхсминистр без портфеля предварительно санкционировал все законопроекты. На этих должностях он активно поддерживал подготовку к войне и, в частности, подписал 16 марта 1935 года закон об обязательной воинской повинности. В своих речах он поддерживал гитлеровскую политику энергичного перевооружения. Гесс был осведомлён и добровольно участвовал в германских агрессиях против Австрии, Чехословакии и Польши, в частности, подписал закон о воссоединении Австрии с Германской империей и декреты о включении Данцига и других польских территорий в империю. Партийная канцелярия, под руководством Гесса, принимала участие в распространении приказов, связанных с совершением военных преступлений. Хотя Гесс не принимал участия в преступлениях, совершённых на Востоке, он мог быть осведомлён о них. Гесс предложил дискриминирующие законы против евреев и поляков. Трибунал отклонил ходатайства о повторном медицинском освидетельствовании Рудольфа Гесса: возможно, его душевное здоровье действительно пошатнулось во время судебного процесса, тем не менее, ничто не указывает на то, что он не в состоянии осознавать характер выдвинутых против него обвинений и не способен защищать себя. 1 октября 1946 года суд в Нюрнберге признал Рудольфа Гесса виновным в преступлениях против мира и военных преступлениях и преступлениях против человечности и приговорил его к пожизненному заключению:665—666. Член Международного военного трибунала от СССР генерал-майор И. Т. Никитченко выступил с особым мнением на приговор в отношении нескольких подсудимых и заявил, что единственно правильной мерой наказания для Гесса является смертная казнь:734.

## Тюрьма Шпандау

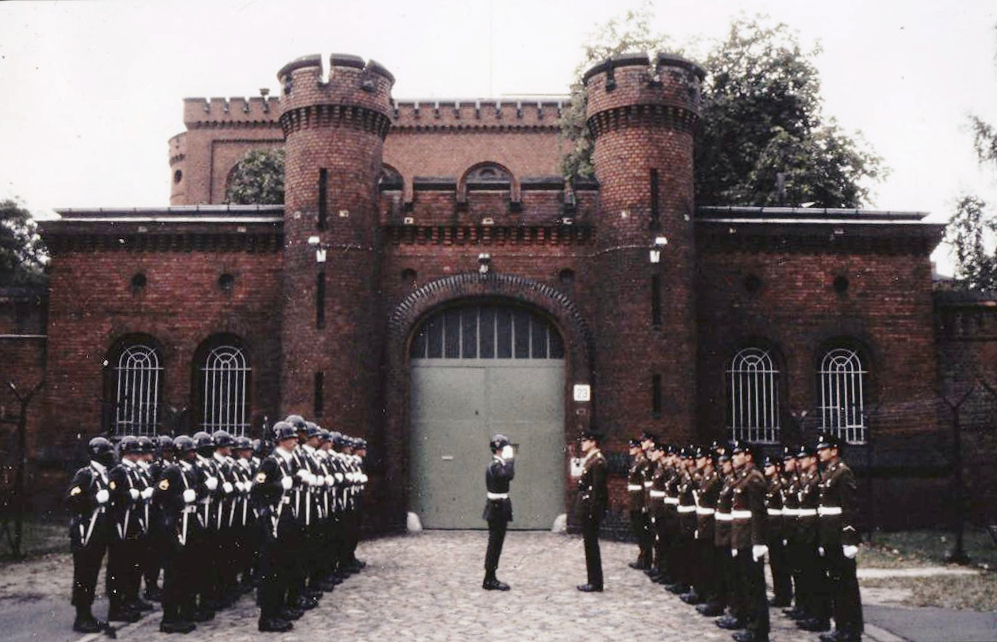
Смена караула в тюрьме Шпандау

Утром 18 июля 1947 года Рудольф Гесс и ещё шесть осуждённых были доставлены самолётом «Дакота» из Нюрнберга на аэродром Гатов в Западном Берлине:6, а затем перевезены в тюрьму Шпандау в автозаке с закрашенными чёрной краской окнами:81. После обыска и медицинского осмотра заключённым выдали поношенную концлагерную робу серого цвета с номерами на коленях и спине:20. Рудольфу Гессу был присвоен седьмой номер. Номера присваивались по порядку поступления заключённых в тюремный блок:335:82, хотя по одной из легенд, описывающих этот момент, Гесс, считавший себя главным в семёрке заключённых, потянулся было к комплекту одежды с номером один, но старший надзиратель быстро среагировал на это и передал этот комплект самому молодому заключённому, Шираху:13:20. Эти номера заменили заключённым имена и использовались персоналом при обращении к ним. В комплект одежды заключённых Шпандау также входила американская военная шинель, перекрашенная в чёрный цвет, тюремные шапочки и соломенные сандалии, впоследствии заменённые башмаками на деревянной подошве:13. Впоследствии, когда заключённых в Шпандау осталось только трое, требования к одежде были несколько смягчены: М. А. Неручева вспоминает, что впервые увидела заключённого Гесса в 1957 году в коричневом вельветовом костюме, но с нашитыми номерами на коленях и спине:29. В это же время заключённым разрешили носить обычную обувь вместо деревянных башмаков. В воспоминаниях В. К. Ефремова упоминается, что в 1972 году его намерению вернуть на одежду Гесса положенные по уставу нашивки с номером 7 препятствовал британский директор Де Бюрле, мотивировавший свой отказ отсутствием необходимости нумеровать одежду единственного оставшегося заключённого:87.
В соответствии с приговором Международного военного трибунала заключённые должны были находиться в тюрьме под стражей. Их разместили в одиночных камерах размером 3 на 2 метра во внутреннем тюремном блоке так, чтобы они не могли перестукиваться. В камерах, оборудованных раковиной и унитазом, имелись железная койка с матрасом и простынями, деревянный табурет и стол. Обыскивать заключённых разрешалось в любое время. Заключение было одиночным, но работа, прогулки и посещение часовни оставались общими. Вначале заключённым Шпандау были запрещены разговоры между собой или с другими лицами. Позднее в тюремный устав были внесены изменения, позволившие заключённым общаться во время работы и прогулок. Отношения между заключёнными складывались непросто. Гесс вёл себя высокомерно, сторонился других заключённых, избегал общих разговоров и требовал от них обращения по должности «заместитель фюрера»:336. Другие заключённые тяготились его неприятным присутствием и часто жаловались на Гесса тюремному начальству. Редер не скрывал своей жгучей ненависти к Гессу:312, а Дёниц демонстрировал своё недовольство привилегированным положением Гесса, называя его «герр барон»:342. Гроссадмиралы обвиняли Гесса в истеричности и лени:337. Только Альберт Шпеер с сочувствием относился к странностям Гесса и испытывал к нему симпатию, хотя эксцентричный Гесс в ответ на дружеское отношение только ощетинивался:141 и временами относился к нему как к своему лакею, грубо и властно отдавая приказы без всяких «пожалуйста» и «спасибо»:272: «Подойдите сюда!» и «Доложите, что пишут сегодня в газетах»:351.
По немецкому законодательству труд был обязательным условием заключения, и заключённые Шпандау должны были работать каждый день, кроме воскресений и общих немецких праздников. Каждое утро заключённые были обязаны убирать камерный блок по установленному графику. Гесс нередко отказывался убирать туалетную комнату:349. Описан случай, когда подметя пол в коридоре камерного блока, Гесс, полагавший, что его никто в этот момент не видит, опять разбросал мусор по углам:138. В отличие от других заключённых, Гесс не пытался наладить дружеские отношения с тюремным персоналом. Надзиратели считали его «трудным» заключённым: он постоянно находил причины для жалоб, яростно сопротивлялся тюремным требованиям, иногда по нескольку раз за ночь вызывал к себе санитаров. Гесс пытался симулировать серьёзные заболевания и потерю памяти, демонстрировал манию преследования, опасаясь, что его пытаются отравить. Он отказывался от выписанных ему лекарств и жаловался, что не получает нужных медикаментов. Однажды санитар обнаружил в тайнике за батареей спрятанные им таблетки:338. После жалобы Гесса на шум от железных набоек на обуви во время контрольных обходов советские охранники носили обувь на резиновой подошве:339.
Во внутреннем дворе тюрьмы Шпандау был большой красивый внутренний сад площадью в 6 тыс. м² с ореховыми деревьями и сиренью, где по распорядку дня проходили ежедневные прогулки заключённых. Ежедневная часовая прогулка заключённых продлевалась ещё на час, если заключённые выражали желание заняться физическим трудом на обустроенном в саду огороде. Урожай с тюремного огорода в трудные послевоенные годы поступал на тюремную кухню. В отличие от остальных заключённых Гесс всячески уклонялся от «принудительного труда» на ненавистном ему огороде, презирал Шираха с его помидорными грядками и однажды на предложение помочь своим коллегам полить розы остроумно ответил: «Здесь есть два гроссадмирала, вода — их стихия»:51. Гесс предпочитал в одиночестве прогуливаться по тропинкам тюремного сада. В плохую погоду семеро узников Шпандау клеили конверты в камерном блоке за длинным столом под наблюдением старшего надзирателя:106:41:50.
В тюрьме Шпандау была небольшая библиотека из личных книг заключённых, доставленных из Нюрнберга. Большую её часть составляли книги, приобретённые Гессом в Великобритании:128. Кроме того, книги для заключённых привозили по заказу из каталога городской библиотеки Западного Берлина. По правилам тюрьмы, в библиотеку из тюрьмы их уже не возвращали для предотвращения конспиративной переписки заключённых и во избежание ажиотажа среди любителей сувениров:49. Рудольф Гесс обычно заказывал себе историческую литературу, также интересовался астрономией и космонавтикой. Стены его камеры были увешаны картами Луны, полученными из NASA в Техасе. Гесс также увлекался архитектурой и техникой, авиацией и транспортом. Он перечитывал сочинения Х. С. Чемберлена, Х. Ортеги-и-Гассета, Э. М. Арндта, Г. фон Зибеля, Ф. Дана. Его привлекали биографии, мемуары и книги о путешествиях, но он не любил романы, хотя и отдавал должное Теодору Фонтане, Готфриду Келлеру, Жану Полю и Людвигу Томе:342. По некоторым оценкам за время заключения Гесс прочёл от пяти до семи тысяч книг:341. Книги и газеты, поступавшие заключённым, подвергались цензуре: не допускалась литература, освещавшая политику, идеологию и практику нацизма. Каждая из четырёх сторон в дирекции тюрьмы выписывала по одной из ежедневных газет на немецком языке. Советская сторона выписывала Berliner Zeitung из Восточного Берлина:44.
Как исходящую, так и входящую корреспонденцию заключённых сначала изучали цензоры. Первоначально согласно тюремному уставу заключённые имели право написать и получить одно письмо в 1200 слов каждые четыре недели, после пересмотра устава заключённым было разрешено писать по одному письму на 1300 слов в неделю, затем — до 2000 слов. В письмах заключённым запрещалось высказываться на исторические, политические и международные темы и обсуждать внутренние дела тюрьмы:339. Заключённых обязывали писать письма разборчивым почерком на немецком языке без шифров и подчёркивания и подавать для проверки цензорам в открытом виде. Вся корреспонденция заключённых фотокопировалась и сохранялась в личных делах. Заключённый извещался о задержании его письма цензурой, ему передавалась часть письма, не вызвавшая нареканий, и разрешалось его переписать:42. Цензор М. А. Неручева вспоминает, что когда Гесса однажды обязали переписать второй лист письма домой, он разозлившись передал цензорам пустой лист со своей обычной подписью «Ваш дед»:50. Вся переписка Гесса с родными попадала к его издателям и биографам, поэтому он часто вставлял в письма к жене призывы и патриотические лозунги. За неоднократные нарушения режима Гесс лишался права переписки на месяц:78. Заключённым разрешалось получать письма только от родственников, хотя корреспонденция на их имя поступала в тюрьму Шпандау со всего мира, часто без указания адресов и фамилий отправителей. Заключённые просили родных писать им письма на одной стороне бумажного листа, поскольку запрещённая информация вырезалась из них большими портняжными ножницами:58. Ильза Гесс, поддерживавшая прежние связи, в письмах супругу сообщала о смерти нацистов, о встречах воспоминаний бывших единомышленников, передавала приветы. Эта информация в соответствии с правилами удалялась из писем, поэтому Гесс часто получал в конверте одни лишь бумажные полоски:59, 147. Заключённым разрешалось держать в камере не более одиннадцати фотографий членов семьи и родственников.
Тюремная часовня для заключённых Шпандау была оборудована в сдвоенной камере, где вместо алтаря стоял тюремный стол с Библией, а на задней стене висел простой деревянный крест. Службы проводились для заключённых один раз в месяц, а также на Рождество и Пасху. Гесс редко появлялся на службах, а если приходил, то сидел в стороне:89. На Рождество 1956 года тюремные директора предоставили заключённым новый проигрыватель, и Гесс впервые согласился прийти на концерт, организованный капелланом, чтобы послушать пластинки Шуберта и Бетховена:353.
Тюремный устав Шпандау устанавливал, что паёк заключённых соответствовал по калорийности немецкому тюремному пайку. Дополнительное питание разрешалось только по предписанию офицера-врача с учётом физического состояния заключённого:35. Строго выдерживала рацион питания заключённых только советская сторона в месяцы своего председательства. Западные союзники кормили заключённых Шпандау значительно сытнее и вкуснее. Американцы в свой месяц кормили заключённых теми же продуктами, что и посетителей офицерской столовой при тюрьме. Заключённый Гесс периодически отказывался от еды. В ноябре 1959 года он стал тайком выбрасывать свою еду в унитаз и за полмесяца похудел на 10 кг до 45,5 кг:399:98. 26 ноября 1959 года Гесс попытался совершить самоубийство, вскрыв себе вены осколком разбитых очков. После предупреждения о наказании Гесс стал есть с большим аппетитом и был поставлен на усиленное питание и уже к концу декабря 1959 года поправился почти на 15 кг. Состояние здоровья Гесса доставляло немало хлопот тюремной администрации. Он продолжал жаловаться на желудочные колики от отравленной пищи:316 и на головную боль, с ним случались психические приступы. В 1957 году узника обследовал психиатр, заключивший, что состояние пациента недостаточно для помещения его в психиатрическую клинику:309. 22 июля 1977 года отчаявшийся получить освобождение Гесс ещё раз попытался покончить с собой. В конце 1978 года у Гесса случился инсульт, и его вновь поместили в британский военный госпиталь. Плохое состояние Гесса заставило тюремную дирекцию позаботиться о мерах в случае его смерти. В октябре 1982 года была достигнута договорённость, что останки Рудольфа Гесса будут переданы семье для захоронения:96. Вольф Рюдигер Гесс взял на себя обязательства провести похороны отца без привлечения внимания общественности в семейном кругу:355.
В разделе «Общение с внешним миром» тюремного устава заключённым предоставлялось право принимать одного посетителя один раз в два месяца. Свидание в присутствии переводчика и надзирателя продолжалось 15 минут, общение разрешалось только на немецком языке. Дата, точное время свидания и круг возможных посетителей определялся дирекцией. В 1952 году были разрешены ежемесячные свидания продолжительностью в 30 минут:339. Рудольф Гесс ни разу не виделся ни с женой, ни с сыном со времени вылета в Шотландию в 1941 году и отказывался от свиданий с родными. Он не желал появляться перед родными в тюремной форме и в письме жене Ильзе писал: «Я категорически против всяких посещений при созданных здесь условиях. Я считаю недостойным встретиться с тобой или с кем бы то ни было в подобных обстоятельствах»:107. Ильза Гесс объясняла отказ мужа тем, что свидание после такой длительной разлуки могло бы пробить брешь в непрочной стене психологической защиты Гесса. Впервые за долгие годы Гесс увиделся с 69-летней женой Ильзой и 32-летним сыном Вольфом Рюдигером лишь 24 декабря 1969 года, находясь на лечении в английском военном госпитале:353:291. Во время получасового свидания в присутствии директоров тюрьмы Гессы говорили о здоровье больного, о родне, образовании и будущей профессии сына. После выписки из госпиталя свидания с родными стали регулярными. До своей смерти Гесс побывал на 230 свиданиях с родными, в том числе, с невесткой, сестрой, женой брата, племянниками, но не с внуками:354:295. Свидания Гесса с родными в тюрьме проходили в специально отведённом для этого помещении с двумя входами, разделённым на две части деревянной перегородкой. На стороне посетителя на свидании обязательно присутствовали четыре директора тюрьмы, несколько надзирателей и переводчик. Гесса сопровождал на свидании надзиратель. На свиданиях запрещалось пожимать руки, обниматься и обсуждать исторические и политические темы.
Госпитализация Гесса в конце 1969 — начале 1970 годов в условиях холодной войны вызвала очередной виток противостояния между советской и западными администрациями тюрьмы. В декабре на охрану тюрьмы по графику заступили американцы, которые в отсутствие единственного заключённого в одностороннем порядке сняли охрану со сторожевых башен, на заседаниях директората тюрьмы 2 и 3 декабря 1969 года советский директор подполковник П. П. Тарутта потребовал восстановить установленный порядок несения охраны в тюрьме. Советская сторона расценила эти действия как начало манёвров с целью освобождения Гесса и закрытия союзнической тюрьмы:292. Затем западные державы выставили условием возвращения Гесса в тюрьму некоторое смягчение условий его содержания: перевод заключённого в камеру большей площади с медицинской кроватью и большую продолжительность прогулок в саду. Тяжёлое состояние Гесса заставило задуматься и о действиях в случае его смерти. По действовавшему уставу тюрьмы заключённых следовало хоронить на её территории, а поскольку после смерти последнего заключённого Шпандау здание тюрьмы переходило к немецким властям, могила Гесса может превратиться в место поклонения неонацистов. В результате длительных переговоров 12 марта стороны приняли решение об определённом смягчении условий содержания Гесса по его возвращении из английского госпиталя и о кремации трупа и передаче праха заключённого для захоронения родным.
Вернувшегося в Шпандау заключённого № 7 перевели в сдвоенную камеру № 23, ранее служившую часовней. Гессу разрешили готовить себе в камере чай и кофе, пользоваться ножом и вилкой. В камере была установлена новые батарея отопления с регулировкой температуры и окна, которые Гессу разрешалось открывать и закрывать по своему желанию:295. Дверь его камеры уже не закрывали. В камере напротив для Гесса поставили телевизор и кресло, и ему разрешили пользоваться пультом для переключения каналов. В телепрограмме Гесс подчёркивал интересующие его передачи, цензоры затем давали разрешение на их просмотр заключённым. В правой части тюремного коридора в распоряжении Гесса были гардероб, туалет и библиотека, в левой части было оборудовано ещё одно спальное место на время жарких летних ночей, комната для бритья и ванная. Гесс получил право свободно передвигаться по коридору. В распорядке дня заключённого появилась ещё одна часовая прогулка, а с июня 1977 года общее время прогулок составляло уже четыре часа. Рацион питания заключённого устанавливала тюремная медицинская комиссия:295. В последние годы за престарелым Гессом ухаживал санитар — тунисец Абдалла Мелауи. Проживавший в непосредственной близости от тюрьмы, он каждое утро помогал Гессу принять душ, побриться и одеться, затем в медпункте проводил осмотр: взвешивал, мерил кровяное давление, пульс и температуру, делал массаж и выдавал положенные таблетки. Дважды в день Гессу позволялось бывать в санитарной комнате, где в кладовой хранилась его гражданская одежда, его кожаный лётный шлем, меховой лётный комбинезон и мундир капитана люфтваффе:344, компас и наколенные часы лётчика:65. Гесса освободили от работы, его обязали лишь убирать постель и ухаживать за цветами. Цензоры несколько ослабили свои требования к корреспонденции: Гессу позволили быть в курсе деятельности его адвоката по освобождению, а из доставляемых Гессу газет перестали вырезать все подряд новости. С 1982 года Гессу разрешили раз в неделю часовую беседу наедине с тюремным священником. В 1982 году по решению тюремной дирекции в саду для отдыха Гесса был построен домик площадью 3,75×2,65 м с и инфракрасным отоплением на зиму, в котором поставили кресло, стул, стол, настольную лампу и две скамьи. Строительство садового домика обошлось налогоплательщикам Берлина в 12 тыс. немецких марок. В 1984 году в тюрьме был установлен лифт, чтобы Гессу было удобнее спускаться на прогулку в сад, не пользуясь винтовой лестницей. На лифт в тюрьме Шпандау Сенат Берлина выделил 200 тыс. немецких марок:95, 98.
С возрастом позиция Гесса в отношении тюремного персонала стала терпимее. Доверительные отношения на основе долгих бесед у Гесса сложились с подполковником Юджином Бёрдом, начинавшим службу в охране Шпандау в 1947 году, а в сентябре 1964 года назначенным на должность американского директора тюрьмы. В 1973 году Бёрд, сочувствовавший единственному заключённому своей тюрьмы, усыпив бдительность своих коллег по охране тюрьмы из других стран, вступил с ним в сговор и начал записывать воспоминания заместителя фюрера. Злоупотребляя служебным положением, Бёрд в нарушение тюремного устава за мелкие поблажки выуживал из Гесса признания о прошлых временах, просиживая часами у него в камере. Книга Бёрда в 1974 году стала бестселлером как в США, так и в Западной Германии и своего рода библией для правых кругов Западной Германии, требовавших досрочного освобождения «старца из Шпандау». Сам Бёрд за неуставные отношения с заключённым был уволен из армии. Из книги Бёрда следовало, что Гесс так и не признал свою вину и не раскаялся. Он хотел оставаться «самым верным из верных Гитлеру», и это была цель его жизни в тюрьме. Его взгляды в тюрьме не изменились, его воля не была сломлена. Гесс много общался с капелланом французского гарнизона Шарлем Габелем, посещавшим узника Шпандау в 1977—1986 годах. Его также уволили за передачу корреспонденции между Гессом и его семьёй в нарушение тюремных правил. Габель также проводил анализ остатков еды Гесса на предмет наличия в них ядов, как подозревал заключённый. Он также выступил с последним словом на похоронах Гесса в Вунзиделе.
В марте 1987 года Гесс с тяжёлой пневмонией вновь оказался в британском военном госпитале. Врачи диагностировали у заключённого также гипоксию мозга, следствием которой было определённое умственное расстройство. Спустя три недели быстро выздоровевший Гесс уже вернулся в тюрьму Шпандау:356.

## Борьба за освобождение
В 1950-х годах Нейрата, Редера и Функа освободили из заключения досрочно по состоянию здоровья:335, в 1956 году по окончании 10-летнего срока заключения тюрьму Шпандау покинул Дёниц, 1 октября 1966 года освободились Ширах и Шпеер, полностью отбыв свои сроки наказания:335. Гесс остался единственным заключённым тюрьмы Шпандау. Стоимость его содержания на начало 1970-х годов обходилась Сенату Западного Берлина в 600 тыс. немецких марок в год, а с течением времени превысила миллион:40. Адвокат Гесса Зайдль, семья Гесса и его новые почитатели прилагали все усилия, чтобы добиться освобождения единственного узника Шпандау. Они стремились вызвать у общественности сочувствие к Гессу и вызвать волну возмущения: стареющего Рудольфа Гесса, ставшего жертвой мести и возмездия в «нечеловеческих условиях тюрьмы», убивают ужаснее, чем приговорённых к смертной казни в Нюрнберге. В 1952, 1955 и 1967 годах Ильза Гесс опубликовала в трёх томах переписку мужа с ней и адвокатом. Не раскаявшийся в Нюрнберге Рудольф Гесс в письмах семье в октябре и ноябре 1966 года по-прежнему не признавал приговор Международного военного трибунала и не соглашался на помилование: «Моя честь для меня выше моей свободы», «У историков не будет сомнений в том, что я категорически отвергал даже мысль о ходатайстве о помиловании»:100. В 1984 году Ильза Гесс выпустила письма Гесса ещё раз в книге «Судьба в письмах», добавив собственные воспоминания о периоде с 1920-х до 1940-х годов. Вольф Рюдигер Гесс в 1974 году опубликовал претендующее на документальное издание «Гесс: Ни законности, ни человечности», собрав в нём воспоминания, письма и заявления протеста. Спустя десять лет он опубликовал книгу «Мой отец Рудольф Гесс», а в 1987 году — том избранных писем Гесса периода 1908—1933 годов. В пользу освобождения Гесса выступало всё больше политиков и юристов как в ФРГ, так и в других странах. Одни призывали принять гуманное решение о помиловании, другие стремились добиться освобождения Гесса и одновременно обвинить Нюрнбергский трибунал в несправедливости. Поддерживаемый населением Западной Германии, где Нюрнбергские процессы часто называли «юстицией победителей», Вольф Рюдигер Гесс заявил, что уже одного лишь «непостижимого приговора» его отцу достаточно для того, чтобы навсегда заклеймить Нюрнбергский трибунал как инструмент мести, а не права:346. В 1968 году в день рождения Рудольфа Гесса немецкий профессор истории и правый публицист Бертхольд Рубин совершил в Шотландии прыжок с парашютом с гуманитарной миссией — придать сил кампании за освобождение уже достаточно натерпевшегося в тюрьме Гесса:81. В 1978 году молодёжная организация Национал-демократической партии Германии выступила с требованием наградить «лётчика мира», «посла мира» и «немецкого мученика» и «безукоризненного человека» Рудольфа Гесса Нобелевской премией мира:359. Герхард Фрай и возглавляемый им Немецкий народный союз через газету Deutsche Nationalzeitung вели работу по героизации Гесса, который «несёт крест за всех немцев», и выпускали памятные медали в честь бывшего рейхсминистра и заместителя фюрера:360.
Помилование последовательно отвергали не только сам заключённый, но и его адвокат и семья, избрав максималистскую стратегию делегитимизации Международного военного трибунала. Первое ходатайство об освобождении Гесса Альфред Зайдль подал ещё 15 ноября 1948 года и оставался верным своей версии о невиновности своего подзащитного. Принять аргументы Зайдля означало бы не только отказаться от основ послевоенного международного права, но и реабилитировать вместе с Гессом национал-социалистический режим в целом, что, разумеется, было неприемлемо для союзников. Супруга и сын Гесса 1 октября 1966 года в прессе обратились с тщательно подготовленным воззванием к общественности преодолеть равнодушие и инертность в отношении Рудольфа Гесса и просили внимания папы римского Павла VI, глав четырёх держав-победительниц, Всемирного совета церквей и Европейской комиссии по правам человека в Страсбурге:347.
Вольф Рюдигер одновременно строил планы по похищению отца из Шпандау и предлагал Юджину Бёрду воспользоваться своим служебным положением и выпустить Гесса из тюрьмы, чтобы таким смелым поступком войти во все учебники истории. В январе 1967 года по инициативе Вольфа Рюдигера Гесса было организовано общество «Свободу Рудольфу Гессу», ставившее своей главной целью пропагандистскую работу с общественностью в Германии и за рубежом и непосредственную деятельность по оказанию влияния на тюремные власти с целью освобождения из заключения Рудольфа Гесса. Эту организацию возглавил генерал-майор вермахта и ветеран Второй мировой Макс Заксенхаймер, а после его смерти в 1973 году — член СвДП Эвальд Бухер, бывший федеральный министр юстиции и кандидат в федеральные президенты в 1964 году. Общество занималось сбором подписей, устраивало пресс-конференции, проводило правовые экспертизы и опросы общественного мнения, подавало прошения во все возможные инстанции, обращалось к влиятельным лицам в Германии и за её пределами, занималось выпуском бесплатных публикаций, освещавших активную деятельность организации. На пресс-конференции комитета в пользу освобождения Гесса, состоявшейся 6 мая 1975 года в боннском отеле «Бристоль» и приуроченной к предстоящему 30-летию со дня окончания Второй мировой войны, побывал советский журналист и историк Лев Безыменский. После выступления Эвальда Бухера, доложившего, что в обществе состоит около двух тысяч человек, а подписей за освобождение Рудольфа Гесса уже собрано 200 тысяч, на вопросы журналистов ответил Вольф Рюдигер Гесс, заявивший в частности, что у его отца нет оснований признать себя виновным и, если его помилуют, то он не примет помилование и добровольно останется в тюрьме:212. К 1984 году было издано одиннадцать выпусков специальной газеты Spandau-Report общим тиражом более миллиона экземпляров. Frankfurter Allgemeine Zeitung шесть раз выходила со страничным рекламным объявлением общества в защиту Рудольфа Гесса. Все депутаты бундестага и отчасти ландтагов как минимум раз в год получали материалы о деятельности общества «Свободу Рудольфу Гессу». Наблюдавшееся с конца 1960-х годов подчинение гуманитарных требований политическим целям со временем вызвало непонимание у многих представителей общественности, выступавших за помилование единственного узника Шпандау. После выхода в 1984 году книги Вольфа Рюдигера Гесса от него отвернулся поддерживавший его прежде британский журналист Бернард Левин, а историк Голо Манн, хотя и написал предисловие к книге младшего Гесса, дистанцировался от «исторических перспектив» в его сочинении:348.
Призывы общества «Свободу Рудольфу Гессу» подписало более 350 тыс. человек в разных странах мира, желавших своей подписью добиться помилования или по меньшей мере послаблений в условиях содержания стареющего заключённого. За освобождение Рудольфа Гесса высказались многие влиятельные лица: британский публицист Сефтон Делмер, депутат бундестага от СвДП Йозеф Эртль, бывший посол Франции в Германии Андре Франсуа-Понсе, физики и лауреаты Нобелевской премии Отто Ган и Вернер Гейзенберг, писатели Эрнст Юнгер и Карл Цукмайер, известный публицист-пацифист Курт Хиллер, епископ Иоганнес Лилье, председатель церкви и деятель движения за мир Мартин Нимёллер, барон Эвард Рассел, историк А. Дж. П. Тейлор и писатель Фридрих Франц фон Унру. За Гесса вступились и члены Нюрнбергского трибунала Фрэнсис Биддл, сэр Джеффри Лоуренс и Хартли Шокросс. За помилование Гесса выступали федеральные президенты Густав Хайнеман и Рихард фон Вайцзеккер. В списках подписантов также фигурировали имена правых политиков и публицистов Герхарда Фрая, Генриха Луммера и Гизельхера Вирзинга. Кампания по сбору подписей за освобождение Рудольфа Гесса, несмотря на гуманитарные мотивы многих из её участников, вылилась в эпизод холодной войны между Западом и Востоком. Сторонники освобождения Гесса, как правило, осуждали руководство Советского Союза и возлагали на него ответственность за то, что узник до сих пор томится в тюрьме Шпандау, этом западном аванпосте архипелага ГУЛАГ. Западные державы в своих ответах обществу «Свободу Рудольфу Гессу» использовали ту же аргументацию: они готовы освободить Гесса, но советское правительство противится. Согласно утверждению немецких историков-марксистов Курта Петцольда и Манфреда Вайсберга, в 1976, 1979 и 1981 годах СССР, следуя курсу на международную разрядку напряжённости, якобы заявлял о своём желании обсудить возможности принятия согласованного решения по вопросу Гесса, но на Западе эти импульсы проигнорировали. Также, по их словам, Советский Союз рассматривал вариант освобождения Рудольфа Гесса при условии, что он проведёт остаток своей жизни уединённо, не участвуя в политической жизни. Однако, согласно документам, опубликованным в 2017 году, во время конфиденциальных переговоров западные державы настаивали на освобождении Гесса, в то время как Советский Союз активно этому сопротивлялся. По словам В. А. Черных, бывшего советским директором Межсоюзной тюрьмы Шпандау в 1983—1988 годах, в период с 1979 по 1986 год от Гесса на имя директоров Шпандау поступило пять обращений с просьбой об освобождении, причём уже на первое прошение Советский Союз ответил решительным отказом, а последние три советской стороной были вовсе проигнорированы. 16 мая 1981 года британская газета London Evening News вышла с титульной полосой: «Советы хотят освободить Рудольфа Гесса», намекнув общественности о соответствующих конфиденциальных переговорах, но переговоры не состоялись. Все усилия общественности добиться освобождения Гесса по исключительно гуманитарным соображениям провалились из-за неготовности заключённого раскаяться, поступиться своими взглядами, определявшими его жизнь и отсутствием разумной критической позиции по этому поводу у адвоката и семьи, которые предпочли заняться политизацией «дела Гесса»:352. По мнению историка Габриэля Городецкого, СССР не давал согласия на освобождение Гесса из-за опасений раскрытия деталей германо-советских отношений накануне начала операции «Барбаросса».

## Смерть

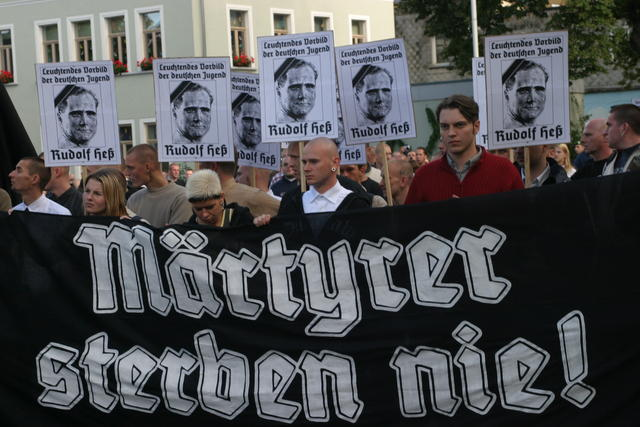
Марш памяти Рудольфа Гесса в Вунзиделе, на баннере надпись «Мученики не умирают». 2004

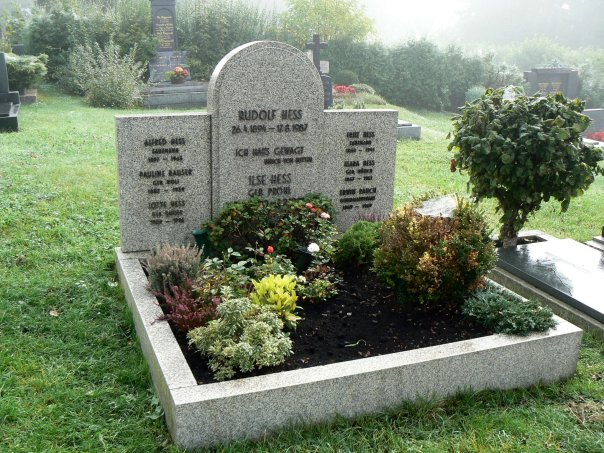
Уничтоженное в 2011 году надгробие на могиле Рудольфа Гесса в Вунзиделе

17 августа 1987 года 93-летний Рудольф Гесс по официальной версии покончил с собой, повесившись во время дневной прогулки в тюрьме Шпандау на кабеле электроудлинителя, закреплённого на оконной ручке в садовом домике. В кармане Гесса была обнаружена короткая прощальная записка, адресованная жене. 21 августа тело Гесса было передано семье, по поручению которой в Мюнхене была проведена вторая аутопсия. 17 сентября Контрольный совет официально признал смерть узника самоубийством. Первоначально Рудольфа Гесса похоронили в неназванном месте, затем 17 марта 1988 года его перезахоронили в узком кругу на семейном участке на лютеранском кладбище в Вунзиделе. На могиле Рудольфа Гесса было установлено надгробие с фразой «Я посмел», принадлежавшей средневековому рыцарю и публицисту Ульриху фон Гуттену:359. В 1995 году рядом с Гессом похоронили его вдову.
Расследованием обстоятельств смерти Рудольфа Гесса занималось Бюро специальных расследований британской Королевской военной полиции. В 2013 году результаты расследования были рассекречены и опубликованы в сети интернет на сайте правительства Великобритании. Однако анализ опубликованных материалов показывает, что часть из них сфальсифицирована, а документ, называемый «предсмертная записка», не является той запиской, которую извлекли из карманов заключённого после его смерти, а создан на основе аналогичной записки 1969 года.
После сообщения о смерти Рудольфа Гесса к тюрьме в Шпандау целыми автобусами устремились зеваки и почитатели бывшего заместителя фюрера. Одни желали посмотреть, что и как будут вывозить или уничтожать в Шпандау, другие организовали траурную вахту с поминальными свечами, венками и цветами:9, третьи развернули полотнища военного флага нацистской Германии, ставшего символом неонацистов, и распевали все куплеты «Песни немцев». В тюрьме в это время во избежание культа Гесса уничтожались предметы, использовавшиеся для охраны Гесса, и его записи. Большая часть принадлежавших Гессу книг, картин и писем была упакована в 15 коробок и в конце сентября 1987 года передана его невестке Андрее Гесс. До этого некоторые предметы, принадлежавшие Гессу, были выкрадены британскими надзирателями, позднее они предложили семье Гесса выкупить их за полмиллиона немецких марок и в конце концов были арестованы в декабре 1988 года:357. Документация межсоюзной тюрьмы Шпандау была переснята на плёнку и затем в присутствии директоров была сожжена. Каждая из четырёх держав-победительниц получила по 36 плёнок, содержавших 2 500 страниц. Последнее заседание дирекции тюрьмы состоялось 6 января 1988 года, после чего администрация тюрьмы была расформирована. Тюремные сооружения были полностью стёрты с лица земли. На месте тюрьмы был построен торгово-развлекательный центр Britannia Centre Spandau для британского гарнизона, а после вывода союзнических войск из Берлина с 1995 года в нём некоторое время размещались магазины сетей розничной торговли, в том числе Media Markt, ALDI и Kaiser’s.
Игнорируя официальное заявление о смерти Гесса и представленные доказательства, активисты организации «Свободу Рудольфу Гессу», до августа 1987 года добивавшейся освобождения Гесса из тюрьмы, с тем же упорством принялись продвигать версию об убийстве своего кумира. Свидетелями в пользу версии убийства привлекались обслуживавший Гесса санитар тунисского происхождения Абдалла Мелауи и неназванный южноафриканский адвокат, который в свою очередь ссылался на показания некоего офицера израильской армии, а в доказательство — различные толкования высказываний директоров тюрьмы. Вскоре Вольф Рюдигер Гесс при поддержке Альфреда Зайдля выступил с публичным заявлением о том, что его отец был ликвидирован сотрудниками Особой воздушной службы при британском министерстве внутренних дел. Ко второй годовщине со дня смерти Рудольфа Гесса его сын выпустил книгу «Убийство Рудольфа Гесса?». Альфред Зайдль подал заявление по этому делу в суд, предоставив обширную документацию, тем не менее, в январе 1993 года прокуратура при земельном суде Берлина отвергла обвинения как безосновательные. Организация «Свободу Рудольфу Гессу» была переименована в «Общество Рудольфа Гесса» и занялась изданием пропагандистской литературы, прославлявшей Гитлера и Гесса как «великих немцев». Стремление неонацистов и правых радикалов Западной Германии превратить Гесса в своего идола наталкивалось на возмущение широких слоёв общественности в обоих немецких государствах, выливавшееся в демонстрации антифашистских организаций. В 1994 году Вольф Рюдигер Гесс выпустил книгу «Рудольф Гесс: Я ни о чём не сожалею», националистские, правоконсервативные идеи которой представляли собой национал-социалистическое мировоззрение, очищенное от антисемитизма. Альфред Зайдль издал том документации «Дело Гесса», осветивший его деятельность в качестве адвоката Рудольфа Гесса на протяжении более сорока лет.
Непосредственно после смерти Гесса почти по всей территории Западной Германии прокатилась волна демонстраций неонацистов под лозунгами «Месть за Рудольфа Гесса», «Союзники убили парттов. Рудольфа Гесса» и «Оккупанты — вон!» 18 августа 1987 года во Франкфурте-на-Майне группа под названием «Вервольфы» совершила нападение на автомобили американских войск, объявив свои действия «акцией возмездия за произвол оккупантов над Рудольфом Гессом»:360. В дюссельдорфское бюро молодёжной организации СДПГ «Соколы» была брошена зажигательная бомба, а на его окне активисты из неонацистов оставили надпись «Месть за Гесса»:9. 26 августа 1987 года полиция закрыла кладбище в Вунзиделе, осаждённое неонацистами в ожидании похорон Гесса, и задержала 84 человека. С этого времени каждый год в середине августа сотни преимущественно молодых неонацистов проводят демонстрации ко дню смерти Рудольфа Гесса, скандируя лозунг: «Рудольф Гесс — его убили!» Проведение митингов памяти Гесса в Вунзиделе было окончательно запрещено местной администрацией только в 2005 году, тем не менее посещение могилы Гесса в Вунзиделе оставалось обязательным пунктом туристической программы правых радикалов, прибывавших в городок на автобусах, чтобы возложить на могилу венки с запрещённой символикой. В 2011 году истекал срок аренды участка на кладбище, а церковный совет отказал внучке Гесса в продлении аренды ещё на 20 лет. С согласия семьи в ночь на 20 июля того же года могила была вскрыта, останки извлечены, кремированы и развеяны над морем членами семьи. Надгробие на могиле Гессов было уничтожено.

## Мифологизация
После смерти национал-социалист Рудольф Гесс подвергся мифологизации в кругах правых экстремистов, превративших его в важный элемент своих агитационных стратегий, символ правого экстремизма и идола соответствующих молодёжных организаций. Правые экстремисты приводят события его жизни в подтверждение своих идей для укрепления коллективной идентичности правого движения и вербовки молодёжи. В стилизации истории Гесса выделяются четыре основных элемента: Гесс стал жертвой мести и произвола союзников, он именовался «лётчиком мира» и возводился в мученики, тем самым в Германии, пострадавшей от внешних сил, Гесс выступал воплощением настоящего немца. В клише, используемых правыми радикалами, британцы арестовали Гесса в нарушение норм международного права, ведь он являлся парламентёром по смыслу статьи 32 Положения о законах и обычаях сухопутной войны, хотя в действительности он был задержан как лётчик враждебного государства. Гесса несправедливо подвергли суду, союзниками в Международном военном трибунале руководила месть. Гесс не признал легитимность Нюрнбергского процесса и не раскаялся в своих деяниях до конца жизни, что свидетельствует о его мученичестве за идею. Узник Шпандау напоминал правым экстремистам о поражении Германии перед союзниками, продолжившими морально-психологическую войну против немцев как нации. Традиционные правые вокруг Немецкого народного союза и Республиканцев, целевой аудиторией которых является националистически настроенная часть традиционной буржуазии, используют только первых два мотива героизации Рудольфа Гесса, в то время как радикальные правые экстремисты в НДПГ, соответствующего толка ультраправые организации и политические активисты, среди которых преобладает бунтарски настроенная антибуржуазная молодёжь, манипулируют образом мученика и истинного немца:95—109.
Почитание Рудольфа Гесса в среде правых экстремистов поддерживается распространением товаров соответствующей атрибутики, и такого разнообразия продукции не удостоился ни один другой политик нацистской Германии или военнослужащий вермахта. Помимо многочисленных публикаций о Гессе в издательствах правого толка распространяются аудиозаписи, например, рождественская речь заместителя фюрера 1936 года в сопровождении праздничного колокольного звона Берлинского и Зальцбургского соборов, почтовые открытки с портретом заместителя фюрера, его портреты на фоне чёрно-бело-красного флага с подписью «Рудольф Гесс жив!». Посылочные предприятия предлагают кофейные кружки и коврики для компьютерной мыши с изображением Гесса, футболки, худи и другую верхнюю одежду с мотивами портретов Гесса и надписями, например, «Рудольф Гесс — мученик за мир», «Рудольф Гесс — 46 лет в тюрьме», «Я ни о чём не сожалею»:105.